# Liste des commandants militaires de la Russie impériale au cours des guerres napoléoniennes
Liste des commandants militaires de la Russie impériale au cours des guerres napoléoniennes.

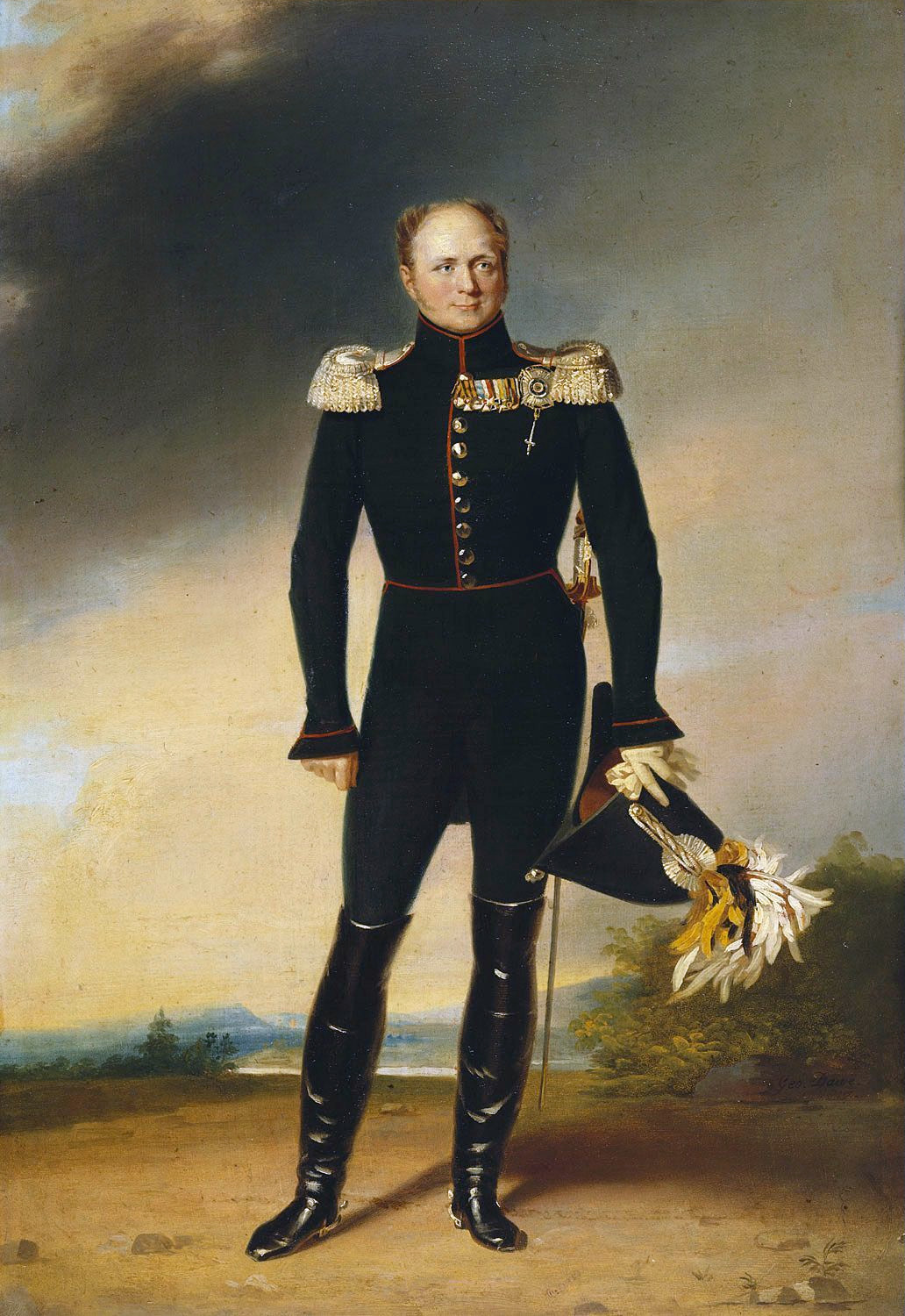
Alexandre Ier de Russie d'après l'œuvre du peintre anglais George Dawe (1824).

## A
- Agaline, Afanasi Kornilovitch ;
- Adadourov, Vasili Vasilievitch ;
- Akhte, Iegor Andreïevitch : (1777-1826) - Major-général - Cavalerie - Infanterie.
- Akletchev, Ivan Matveevitch ;
- Alexandre Ier de Russie : (1777-1825) ;
- Alexeev, Ilya Ivanovitch : (1772-1830) - lieutenant-général - (cavalerie) ;
- Aleksiano, Anton Pavlovitch : (?-1810) - Vitse-admiral - Marine impériale de Russie ;
- Aleksopol, Fiodor Panteleïmonovitch : (1758-après 1812) - Major-général - Infanterie ;
- Albrecht, Alexandre Ivanovitch : (1788-1828) - Lieutenant-général - Cavalerie ;
- Andreevski, Stepan Stepanovitch : (1782-1843) - Major-général - Cavalerie ;
- Ansio, Alexanre Egorovitch : (1776-1830) - Major-général - Artillerie ;
- Araktcheïev, Alexeï Andreïevitch : (1769-1834) - Général - Artillerie ;
- Arbouzov, Evgeni Fiodorovitch ;
- Argamakov, Ivan Andreïevitch : (1775-1820) - Major-général - Cavalerie ;
- Argamakov, Ivan Vassilievitch : (1763-1834) - Major-général - Cavalerie ;
- Armfelt, Gustav Moritz : (1857-1814), général - Infanterie ;
- Arseniev, Vassili Dimitrievitch : (1755-1826) - Lieutenant-général - Infanterie ;
- Arseniev, Mikhaïl Andreïevitch : (1779-1838) - Major-général - Cavalerie ;
- Arseniev, Nikolaï Mikhaïlovitch : (1764-1830) - Major-général - Mousquetaires de Voronej ;
- Akliostychev, Mikhaïl Fiodorovitch.

## B

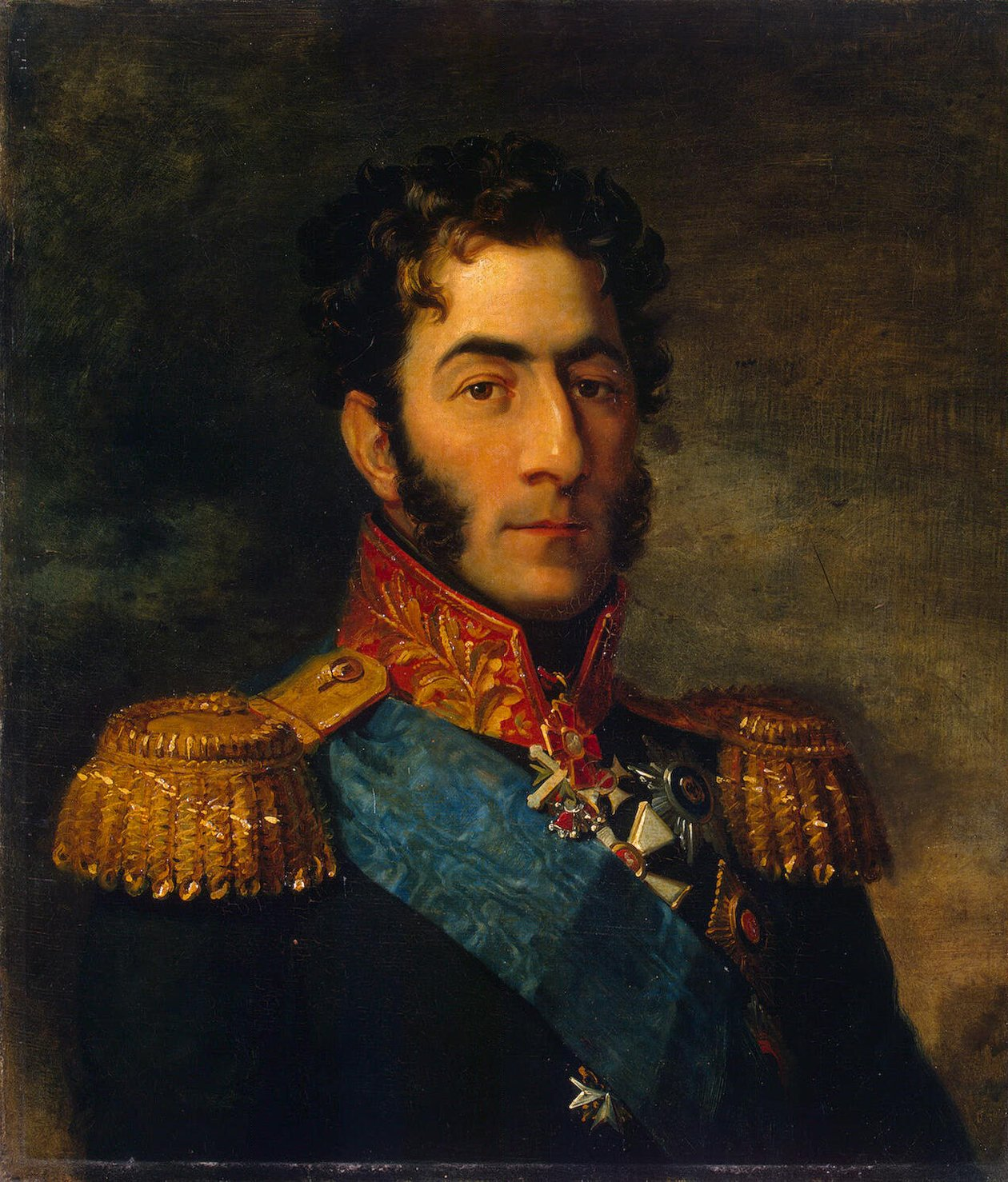
Le prince Piotr Ivanovitch Bagration.

- Baggovout, Karl Fiodorovitch : (1761-1812) - Lieutenant-général - Infanterie - tué à la bataille de Winkowo ;
- Bagration, Piotr Ivanovitch : (1765-1812) - Général - Infanterie -(décédé des suites de ses blessures à la bataille de Borodino ;
- Bagration, Roman Ivanovitch : (1778-1834) - Lieutenant-général - Cavalerie ;
- Blaklanovski, Mikhaïl Alexeïevitch ;
- Balabine, Piotr Ivanovitch : (1776-1856) - Lieutenant-général - Cavalerie ;
- Balabine, Stepan Fiodorovitch : (1763-1818) - major-général - Cosaques ;
- Balatoukov, Kirill Matveevitch ;
- Balachov, Alexandre Dmitrievitch : (1770-1837) - Général - Infanterie ;
- Balk, Mikhaïl Dmitrievitch : (1754-1818) - Major-général - Cavalerie ;
- Balla, Adam Ivanovitch : (1764-1812) - Général - Infanterie - tué lors de la bataille de Smolensk ;
- Bardakov, Piotr Grigorievitch : (1756-1821) - Lieutenant-général - Infanterie ;
- Barclay de Tolly, Mikhaïl Bogdanovitch : (1761-1818) - Feld-maréchal - infanterie ;
- Bartolomeï, Alexeï Ivanovitch : (1784-1839) - Lieutenant-général - Infanterie ;
- Baumgarten, Ivan Evstafievitch ;
- Bakhmetev, Alexeï Niolaïevitch : (1774-1841) - Général - Infanterie ;
- Bakhmetev, Nikolaï Nikolaïevitch : (1772-1831) - Major-général - Infanterie ;
- Bachilov, Alexandre Alexandrovitch : (1777-1849) - Major-général - Infanterie ;
- Bachoutski, Pavel Iakovlevitch : (1771-1836) - Général - Infanterie ;
- Beaumont (de), Jean Thérèse Louis, marquis d'Autichamp, (1738-1831), général de cavalerie, émigré français ;
- Begitchev, Ivan Matveevitch : (1766-1816) - Major-général - Artillerie ;
- Bezobrazov, Nikolaï Alexeïevitch ;
- Bezrodnyi, Vasili Kirillovitch ;
- Belogradski, Grigori Grigorievitch : (1772-1851) - Général - Infanterie ;
- Bellegarde, Alexandre Alexandrovitch ;
- Bernados, Panteleïmon Egorovitch : (1761-1839) - Major-général - Infanterie ;
- Benckendorff, Alexandre Khristoforovitch von : (1782-1844) - Général - Cavalerie ;
- Benckendorff, Konstantin Khristoforovitch : (1785-1828) - Adjudant-général - Cavalerie ;
- Bennigsen, Levin August von : (1745-1826) - Général - Cavalerie ;
- Berg, Bernhard Magnus : (En Russie : Burkhard Maksimovitch Berg), (1764-1838) - Général - Infanterie ;
- Berg, Gregor : (En Russie : Grigori Maksimovitch Berg) (1765-1833) - Général - Infanterie ;
- Berdiaev, Alexandre Nikolaïevitch : (1778-1824) - Major-général - Cavalerie ;
- Bekly, Fiodor Matveevitch ;
- Bibikov, Alexandre Alexandrovitch : (1765-1822) - Général - Milice de Saint-Pétersbourg ;
- Bistrom, Adam Ivanovitch : (1774-1828) - Lieutenant-général - Infanterie ;
- Bistrom, Karl Ivanovitch : (1770-1838) - Adjudant-général - Infanterie ;
- Bogdanovski, Andreï Vasilievitch : (1780-1864) - Major-général - Infanterie ;
- Borodine, Davyd Martemianovitch : (1760-1830) - Major-général - Cosaques de l'Oural ;
- Bogouslavski, Alexandre Andreïevitch : (1771-1831) - Lieutenant-général - Artillerie ;
- Borozdine, Mikhaïl Mikhaïlovitch : (1767-1837) - Lieutenant-général - Infanterie ;
- Borozdine, Nikolaï Mikhaïlovitch : (1777-1830) - Adjudant-général - Cavalerie ;
- Branicki, Vladislav Grigorievitch : (1783-1843) - Major-général ;
- Brejinski, Semion Petrovitch ;
- Brizeman von Netting, Ivan Ivanovitch ;
- Budberg, Karl Vasilievitch : (1775-1829) - Lieutenant-général - Cavalerie ;
- Buxhöwden, Fiodor Fiodorovitch : (1750-1811) - Infanterie ;
- Bulatov, Mikhaïl Leontievitch : (1760-1825) - Lieutenant-général - Infanterie ;
- Buchholz, Karl Karlovitch : (1765-1828) - Major-général - Cavalerie ;
- Buchholz, Otton Ivanovitch : (1770-1831) - Major-général - Artillerie ;
- Buhmeyer, Fiodor Evstafievitch.

## C

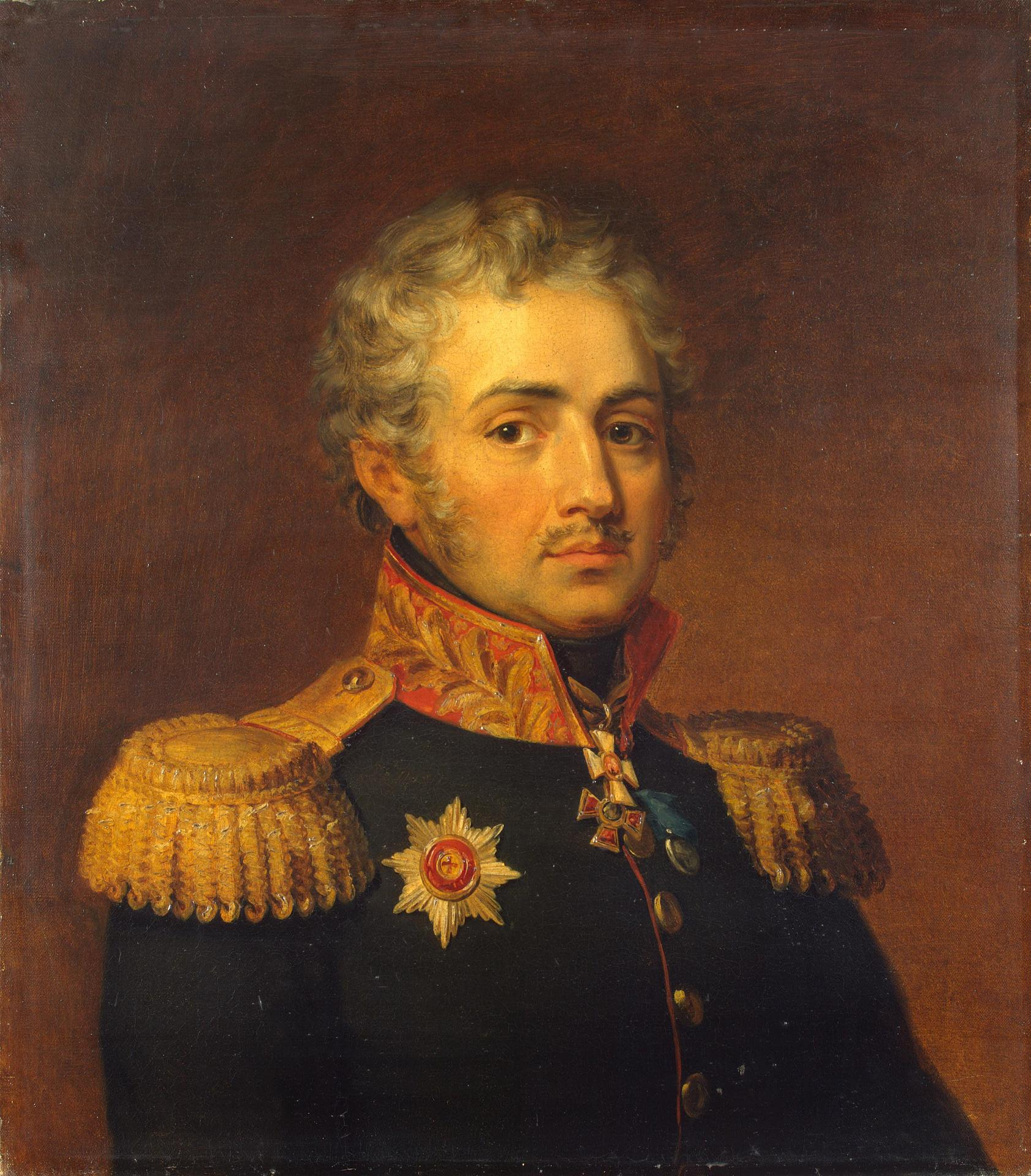
Ivan Egorovitch Chevine.

- Chakhovskoï, Ivan Leontievitch : (1777-1860) - Général - Infanterie ;
- Chevitch, Ivan Egorovitch : (1754-1813) - Lieutenant-général - Cavalerie - Tué près de Leipzig ;
- Chele, Goustav Khristianovitch : (1760-1820) - Major-général - Infanterie ;
- Chemchoukov, Iakov Moiseevitch ;
- Vassili Nikaronovitch Chenchine : (1784-1831) - Adjudant-général - Infanterie ;
- Chepelev, Vassili Fiodorovitch ;
- Chepelev, Dmitri Dmitrievitch : (1766 ou 1771-1841) - Lieutenant-général - Cavalerie ;
- Chechoukov, Nikolaï Ivanovitch ;
- Chichkine, Nikolaï Andreïevitch ;
- Chichkov, Alexandre Semionovitch : (1754-1841) - Amiral - Marine impériale de Russie ;
- Chkapski, Mikhaïl Andreïevitch : (1754-1815) - Major-général - Infanterie ;
- Chostakov, Gerasim Alexeïevitch : (1756-1837) - Major-général - Cavalerie - Infanterie ;
- Chouvalov, Pavel Andreïevitch : (1776-1823) - Lieutenant-général - Cavalerie ;
- Choulguine, Alexandre Sergueïevitch : (1775-1841) - major-général ;
- Choukhanov, Daniil Vasilievitch : (1745-1814) - Major-général - Cavalerie ;
- Chtcherbatov, Alexandre Fiodorovitch : (1773-1817) - Adjudant-général - Cavalerie ;
- Chtcherbatov, Alexeï Grigorievitch : (1776-1848) - Adjudant-général - Infanterie ;
- Chtcherbatov, Nikolaï Grigorievitch : (1777-1848) - Major-général - Cavalerie.

## D

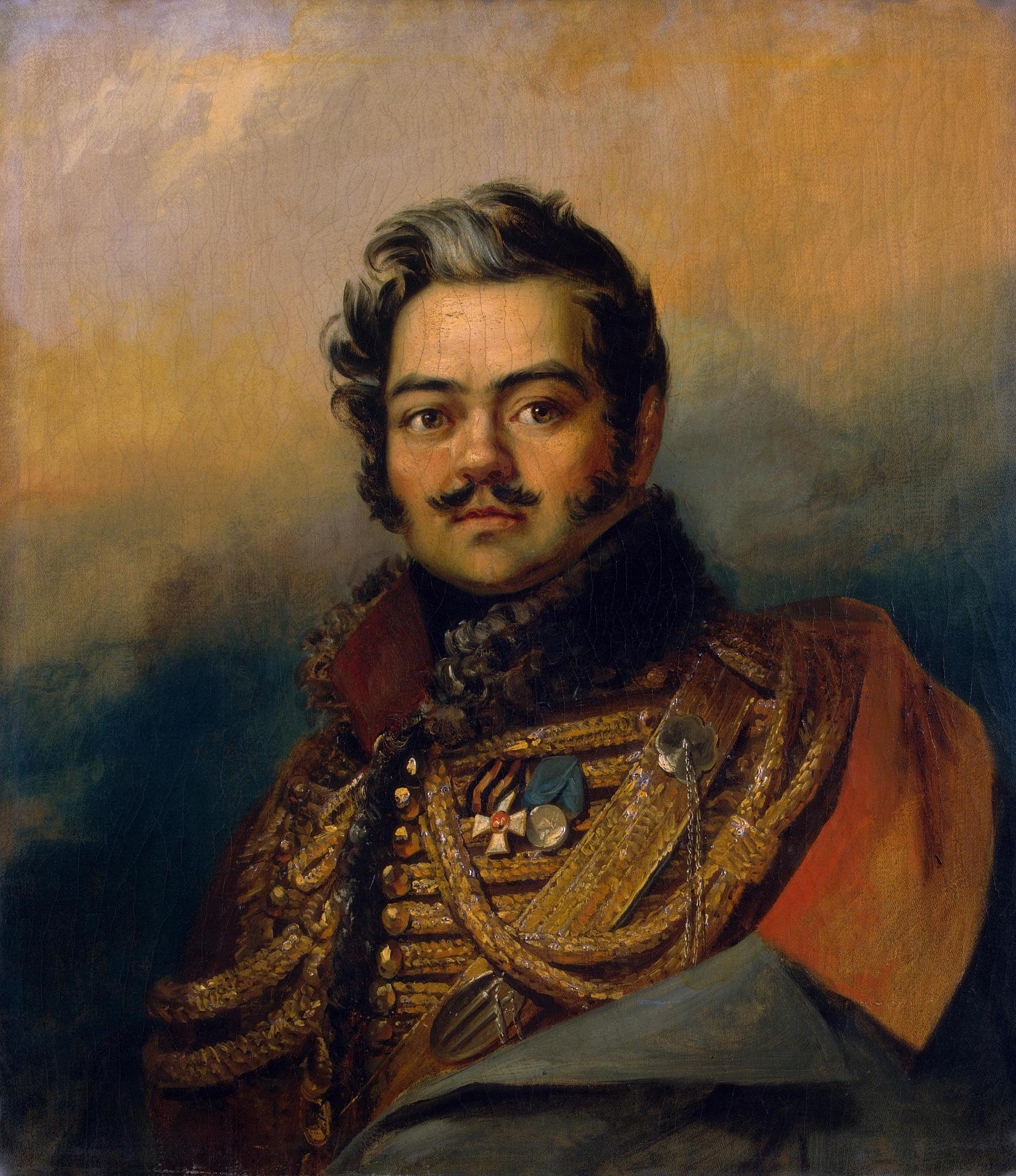
Denis Vasilievitch Davydov.

- Davydov, Alexandre Lvovitch : (22 septembre 1773 - 1833), était un général de cavalerie ;
- Davydov, Dennis Vasilievitch : (1784-1839) - Lieutenant-général - Cavalerie ;
- Davydov, Evgraf Vladimirovitch : (1775-1823) - Major-général des hussards de la Garde et de Lubensky ;
- Davydov, Nikolaï Vladimirovitch : (1773-1823) - Major-général - Cavalerie ;
- Davydov, Nikolaï Fiodorovitch ;
- Davydov, Piotr Lvovitch : (1777-1842) Lieutenant-général ;
- Davidovski, Iakov Iakovlevitch : (1758-1806) - Général - Cavalerie - tué à la Bataille de Pułtusk ;
- Damas, Maxime Ivanovitch : (1785-1862) - Major-général - Infanterie ;
- Dediouline, Iakov Ivanovitch ;
- Delagarde, Auguste Osipovitch (en français : Auguste Marie Balthazar Charles Pelletier) ;
- Delianov, David Artemievitch : (1763-1837) - Major-général - Cavalerie ;
- Denisov, Vassili Timofievitch : (1777-1822) - Major-général - Cosaques du Don ;
- Denisev, Louka Alexeïevitch : (1762-1846) - Major-général - Cavalerie ;
- Denisev, Piotr Vasilievitch : (1766- après 1849) - Major-général - Infanterie ;
- Depreradovitch, Leonti Ivanovitch : (1766-1844) - Major-général - Infanterie ;
- Depreradovitch, Nikolaï Ivanovitch (en) : (1767-1843) - Adjudant-général - Cavalerie ;
- Dernberg, William Gaspard Ferdinand : (1768-1850) - Major-général ;
- Derfelden, Otton Wilhlem Khristoforovitch : (1735-1819) - Lieutenant-général ;
- Dekhterev, Nikolaï Vasilievitch : (1775-1831) - Major-général - Cavalerie ;
- Dibitch-Zabalkanski, Ivan Ivanovitch : (1785-1831) - Feld-maréchal ;
- Dmitrievitch-Mamonov, Matveï Alexandrovitch : (1790-1863) - Major-général - Cavalerie ;
- Dovre, Fiodor Filippovitch : (1764-1846) - Général - Infanterie ;
- Dolgoroukov, Mikhaïl Petrovitch : (1780-1808) - Général - Cavalerie - Tué à la bataille de Koljonvirta ;
- Dolgoroukov, Sergueï Nikolaïevitch : (1769-1829) - Lieutenant-général - Infanterie ;
- Dolon, Osip Franzevitch : (1774-1821) - Major-général - Cavalerie ;
- Dorokhov, Ivan Semionovitch : (1762-1815) - Lieutenant-général - Infanterie ;
- Dokhtourov, Dmitri Sergueïevitch : (1759-1816) - Général - Infanterie ;
- Drevitch, Fiodor Ivanovitch ;
- Drizen, Fiodor Vasilievitch (en) : (1781-1851) - Général - Infanterie ;
- Douka, Ilya Mikhaïlovitch : (1768-1830) - Général - Cavalerie ;
- Dournovo, Ivan Nikolaïevitch : (1784-1850) - Major-général - Infanterie ;
- Diatkov, Stepan Vasilievitch : (1759-après 1818) - Major-général - Cavalerie ;
- Diachkine, Grigori Andreïevitch.

## E

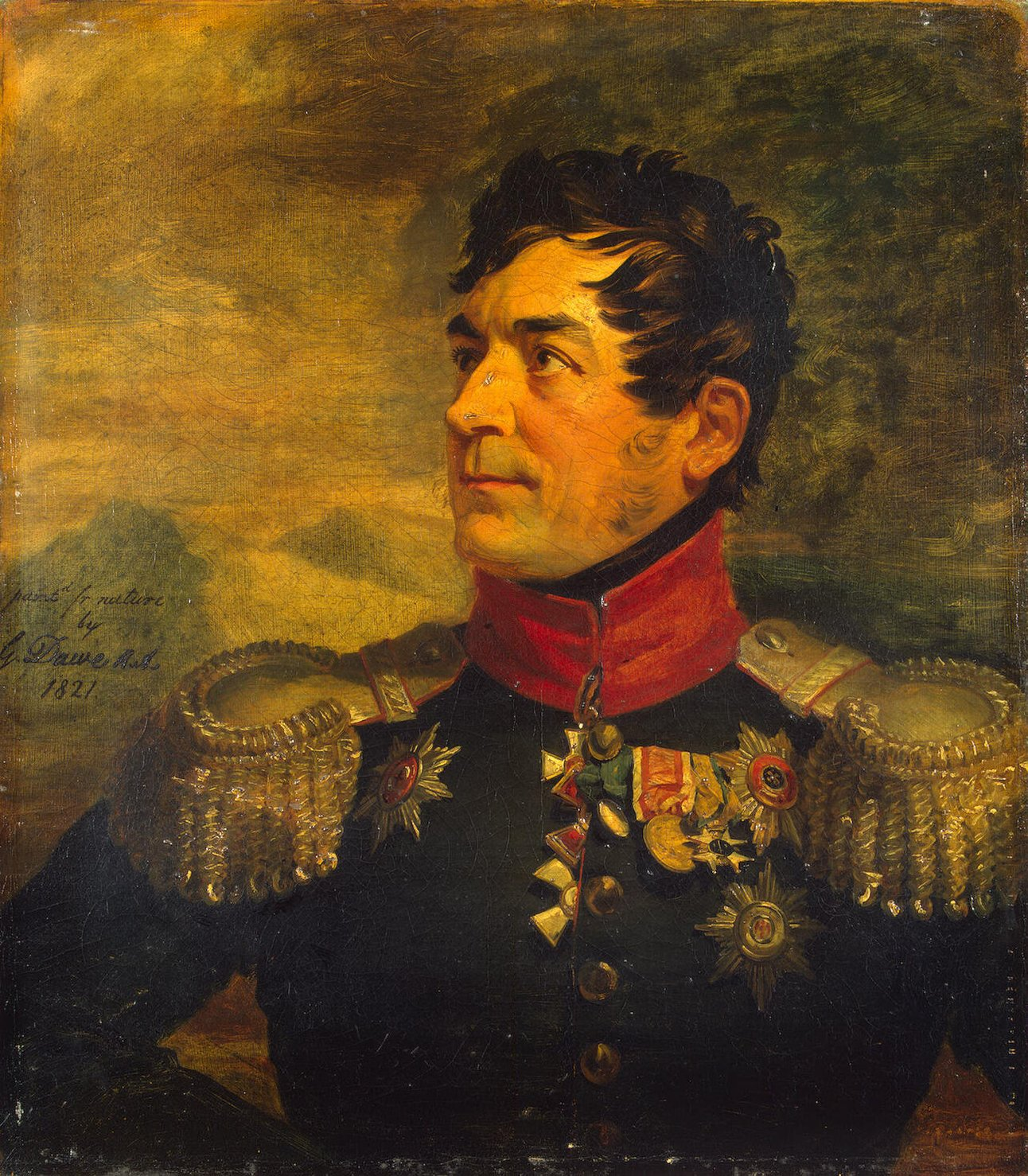
Le général Georgi Arsenievitch Emmanuel.

- Eïler, Alexandre Khristoforovitch : (1773-1849) - Général - Artillerie ;
- Elliot, Andreï Ivanovitch : (?-1822) - Kontr-admiral - Royal Navy - Marine impériale de Russie ;
- Emmanuel, Georgi Arsenievitch : (1775-1837) - Général - Cavalerie ;
- Emme, Ivan Fiodorovitch ;
- Engelgardt, Grigori Grigorievitch : (1759-1834) - Major-général - Infanterie ;
- Engelgardt, Lev Nikolaïevitch ;
- Engelgardt, Pavel Mikhaïlovitch ;
- Engelgardt, Fiodor Khristofor Antonovitch : (1762-1831), commandant des défenseurs volontaires de Rigae en 1812, Génie militaire ;
- Engelman, Piotr Ivanovitch ;
- Erchov, Ivan Zakharovitch : (1777-1852) - Lieutenant-général - Cavalerie
- Ertel, Fiodor Fiodorovitch (en) : (1768-1825) - Général - Infanterie ;
- Essen, Ivan Nikolaïevitch : (1759-1813) - (en allemand : Gustav Magnus von Essen) - Lieutenant-général - Infanterie ;
- Essen, Piotr Kirillovitch : (1772-1844) - Général - Infanterie.

## F

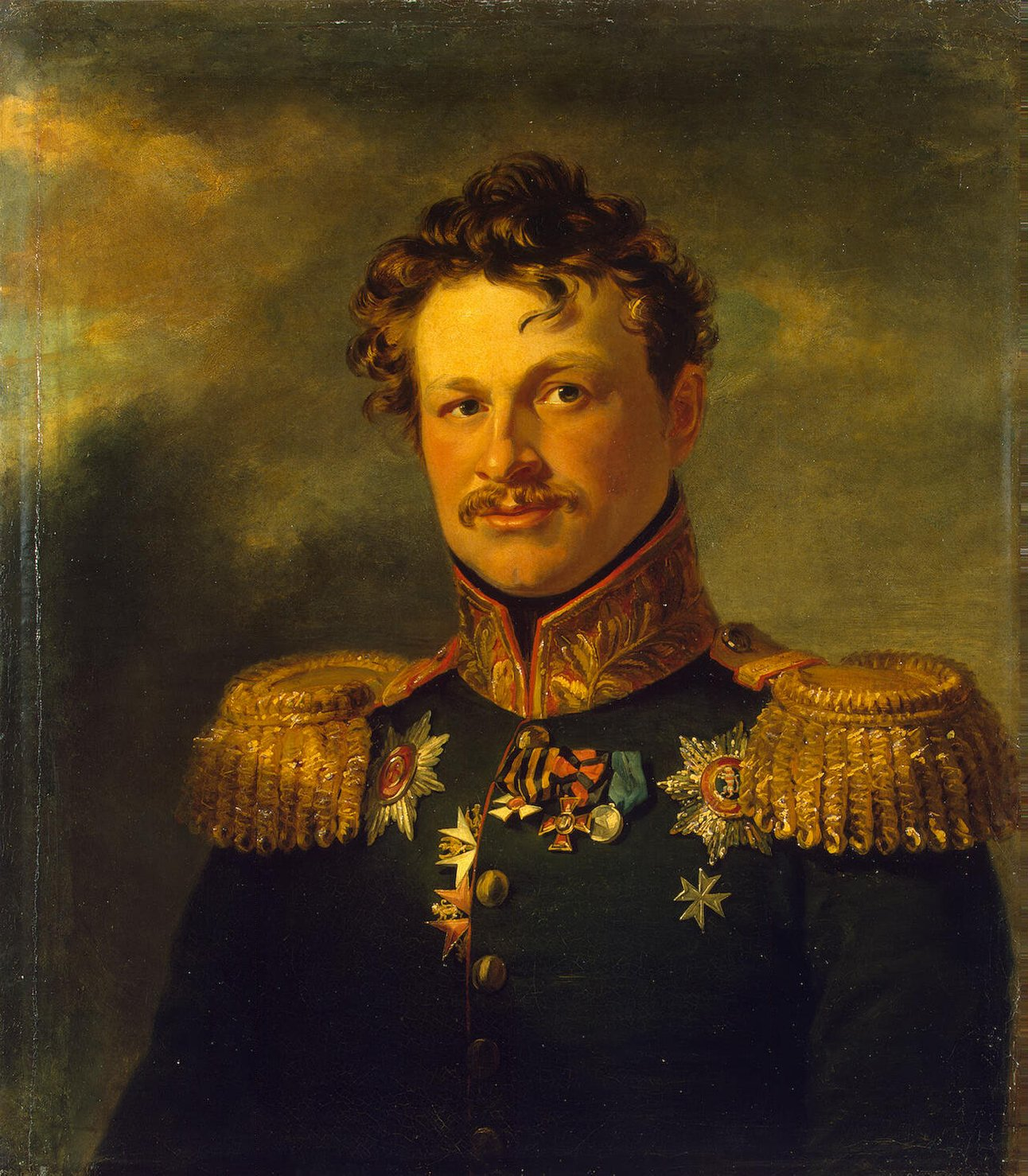
Le général de cavalerie Ernst Konstantin Filippstalski (Allemand : Le prince Konstantin Ernst von Hessen-Philippstahl.

- Figner, Alexandre Samoïlovitch : (1787-1813) - Capitaine - Artillerie - Sabotage - Il périt noyé dans le fleuve Elbe - Il tenta à plusieurs reprises d'assassiner Napoléon Ier pour lequel il vouait une haine fanatique ;
- Fenshaw, Andreï Semionovitch : (en Russie : Andreï Semionovitch Fench) - (1757-1828) - Général - Infanterie ;
- Fersen, Ivan Herman von ; (en Russie : Ivan Ivanovitch German) - (1740-1801) - Général - Infanterie ;
- Foerster, Egor Khristianovitch : (1756-1826) - Lieutenant-général - Ingénierie militaire ;
- Filippstalski, Ernst Konstantin : (En Allemagne : Konstantin Ernst von Hessen-Philippstahl) - (1771-1849) - Général - Cavalerie ;
- Filisov, Pavel Andreïevitch : (1769-1821) - Major-général - Infanterie ;
- Fock, Alexandre Borissovitch : En Russie : Alexandre Borissovitch Fok) - (1763-1825) - Lieutenant-général - Artillerie - Infanterie ;
- Fock, Boris Borissovitch (En Russie : Boris Borissovitch Fok).

## G
- Galatte, Iosif Nikolaïeivitch (en) : (Piémontais : Giuseppe Galatte di Jepola) - (1760-1816) - Major-général ;
- Gamen, Alexeï Ioulievitch (en) : (1773-1829) - Lieutenant-général - Infanterie ;
- Gamper, Ermolaï Ermolaevitch (en) : (1750-1814) - Général - Cavalerie ;
- Ganglebov, Semion Georgievitch (en) : (1757-1827) - Major-général - Infanterie ;
- Garnault, Ivan Ivanovitch ;
- Geiden, Loggin Petrovitch : (En néerlandais : Lodewijk van Heiden) - (1773-1850) - Amiral - Marine impériale de Russie ;
- Geïdenreïkh, Ivan Grigorievitch : (1769-1839) - Major-général - Infanterie ;
- Gekel, Egor Fiodorovitch (en allemand : J.F. Heckel) - (1764-1832) - Lieutenant-général - Génie militaire ;
- Gerngross, Rodion Fiodorovitch ;
- Gertsdorf, Karl Maksimovitch : (1761-1813) - Major-général - Infanterie ;
- Gijitski, Ignati Ivanovitch ;
- Gyulo, Jean Maurice : (en Russie : Ivan Mavrikievitch Gilo) ;
- Gine, Iakov Egorovitch : (1768-1813) - Major-général - Artillerie - Tué à la bataille de Leipzig ;
- Gladkov, Ivan Vasilievitch : (1766-1832) - Lieutenant-général - Infanterie et Cavalerie ;
- Glebov, Andreï Savvitch : (1770-1864) - Major-général - Infanterie ;
- Gove, Alexandre Petrovitch ;
- Gogel, Fiodor Grigorievitch : (1775-1827) - Lieutenant-général - Infanterie ;
- Golenichtchev-Koutouzov, Pavel Vasilievitch : (1772-1843) - Adjudant-général - Cavalerie ;
- Golitsyne, Boris Andreïevitch : (1766-1822) - Lieutenant-général ;
- Golitzyne, Boris Vladimirovitch : (1769-1813) - Lieutenant-général - Infanterie ;
- Golitzyne, Dmitri Vladimirovitch : (1771-1844) - Général - Cavalerie ;
- Golitzyne, Sergueï Sergueïevitch : (1783-1833) - Major-général ;
- Golovine, Evgeni Alexandrovitch : (1782-1858) - Adjudant-général - Infanterie ;
- Gorbountsov, Egor Sergueïevitch ;
- Gortchakov, Alexeï Ivanovitch : (1769-1817) - Général - Infanterie ;
- Gortchakov, Andreï Ivanovitch : (1779-1855) - Général - Infanterie ;
- Greig, Alexeï Samouilovitch : (1775-1845) - Amiral - Marine impériale de Russie ;
- Grekov, Alexeï Evdokimovitch ;
- Grekov, Dmitri Evdokimovitch ;
- Grekov, Piotr Matveevitch : (1762-1817 ou 1818) - Major-général - Troupes Cosaques ;
- Grekov, Stepan Evdokimovitch ;
- Grekov, Timofeï Dmitrievitch : (1770-1831) - Major-général - Troupes Cosaques ;
- Gresser, Alexandre Ivanovitch : (1772-1822) - Lieutenant-général - pionniers - Ingénierie militaire ;
- Goudovitch, Andreï Ivanovitch : (1782-1867) - Major-général - Infanterie ;
- Goudovitch, Ivan Vasilievitch : (1741-1820) - Feld-maréchal ;
- Gouriev, Alexandre Dmitrievitch ;
- Gouriev, Alexandre Ivanovitch : (1767-1819) - Major-général - Cavalerie ;
- Gourialov, Ivan Stepanovitch (en) : (1770-1818) - Major-général - Infanterie.

## H

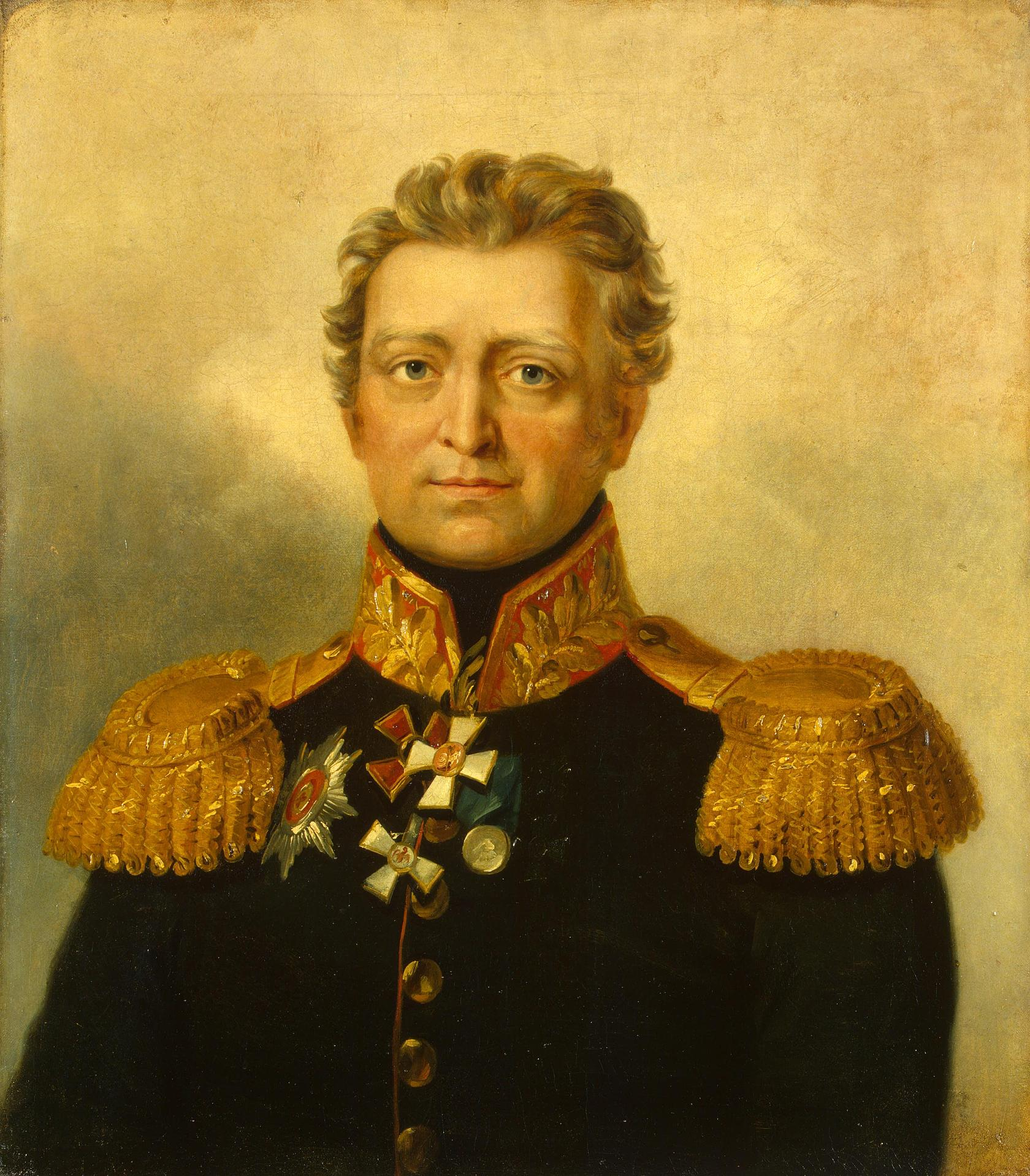
Le major-général Otto Wilhelm Harpe.

- Harpe, Otto Wilhelm : (Russie : Vassili Ivanovitch Garpe) - (1762-1814) - Major-général - Infanterie ;
- Hartingh, Martin Nikolaïevitch ; (en Russie : Martyn Nikolaïevitch Garting) - (1785-1824) - Major-général - Infanterie ;
- Helffreich, Gothard August von : (en Russie : Bogdan Borissovitch Gelfreïkh) - (1776-1843) - Lieutenant-général - Infanterie ;
- Hesse, Vladimir Antonovitch de ;
- Holstein-Oldenbourg, Paul Friedrich Auguste de : (1783-1853) - Général - Infanterie.

## I

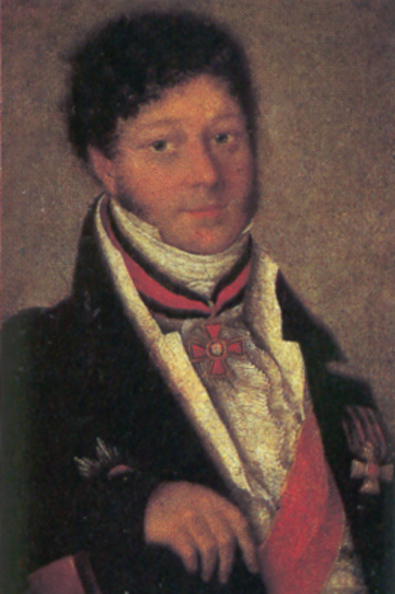
Le major-général Piotr Nikiforovitch Ivachev.

- Iachvili, Vladimir Mikhaïlovitch ; (1764-1815) - Général - Artillerie ;
- Iachvili, Lev Mikhaïlovitch : (1768-1836) - Général - Adjudant-général - Artillerie ;
- Iafimovitch, Ivan Lvovitch ;
- Iazikov, Piotr Grigorievitch ;
- Iechine, Vassili Vasilievitch : (1771-1825) - Major-général - Cavalerie ;
- Iefimovitch, Andreï Alexandrovitch : (1773-1823) - Major-général - Cavalerie ;
- Iemelianov, Nikolaï Filippovitch : (1768-après 1869) - Major-général - Infanterie ;
- Iermolov, Alexeï Petrovitch : (1777-1861) - Général - Infanterie ;
- Igelstrom, Alexandre Evstafievitch : (1770-1855) - Major-général ;
- Ignatiev, Gavriil Alexandrovitch : (1768-1852) - Général - Artillerie ;
- Ignatiev, Dmitri Lvovitch : (1771-1833) - Major-général - Infanterie et Cavalerie ;
- Ilovaïski, Alexeï Vasilievitch : (1767-1842) - Lieutenant-général - Cosques du Don ;
- Ilovaïski, Vassili Dmitrievitch : (1785-1860) - Lieutenant-général - Troupes Cosaques ;
- Ilovaïski, Grigori Dmitrievitch : (1778-1847) - Major-général - Régiment de Cosaques du Don portant son nom ;
- Ilovaïski, Ivan Dmitrievitch : (1767-après 1827) - Major-général - Régiment de Cosaques du Don portant son nom ;
- Ilovaïski, Nikolaï Vasilievitch : (1773-1838) - Lieutenant-général - Cosaques du Don ;
- Ilovaïski, Osip Vasilievitch : (1775-1839) - Major-général - Régiment de Cosaques du Don portant son nom ;
- Inzov Ivan Nikitich : (1768-1845) - Général - Infanterie ;
- Iouzefovitch, Dmitri Mikhaïlovitch : (1777-1821) - Major-général - Cavalerie ;
- Iourkovski, Anastasi Antonovitch : (1755-1831) - Major-général - Cavalerie ;
- Iourlov, Ivan Ivanovitch ;
- Iouchkov, Alexandre Ivanovitch : (1773-?) - Lieutenant-général - Infanterie ;
- Ivachev, Piotr Nikiforovitch : (1766-1838) - Major-général ;
- Ivanov, Ivan Dmitrievitch : (1764-1828) - Lieutenant-général - Infanterie ;
- Ivelitch, Piotr Ivanovitch : (1772-après 1816) - Major-général - Infanterie ;
- Izmaïlov, Lev Dmitrievitch : (1764-1834) - Lieutenant-général.

## J

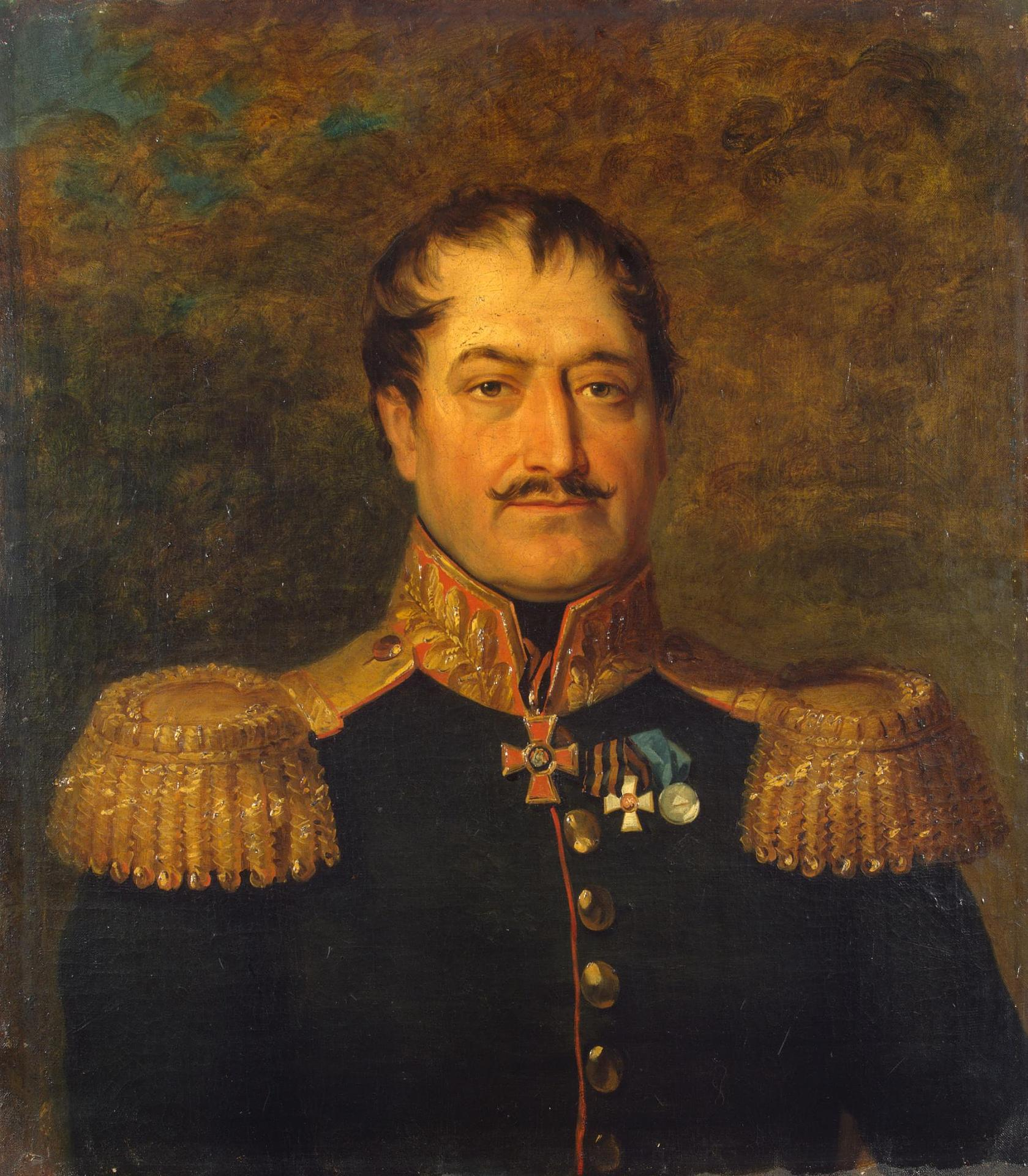
Le major-général Ivan Semionovitch Jebakhov.

- Jebakhov, Ivan Semionovitch : (1762-1837) - Major-général - Cavalerie ;
- Jevakhov, Spiridon Ieristovitch : (1768-1815) - Major-général - Cavalerie ;
- Jevakhov, Filipp Semionovitch : (1752-1817) - Major-général ;
- Jeltoukhine, Piotr Fiodorovitch : (1777-1829) - Lieutenant-général - Infanterie ;
- Jeltoukhine, Sergueï Fiodorovitch : (1776-1833) - Lieutenant-général - Infanterie ;
- Jemtchoujnikov, Apollon Stepanovitch : (1764-1840) - Lieutenant-général - Infanterie ;
- Jerebtsov, Alexandre Alexandrovitch ;
- Jomini, Antoine Henri de : (1779-1869) - Général - Infanterie - En service dans l'Armée française et l'Armée impériale de Russie ;
- Joukov, Ivan Lavrentievitch : Major-général - Infanterie.

## K

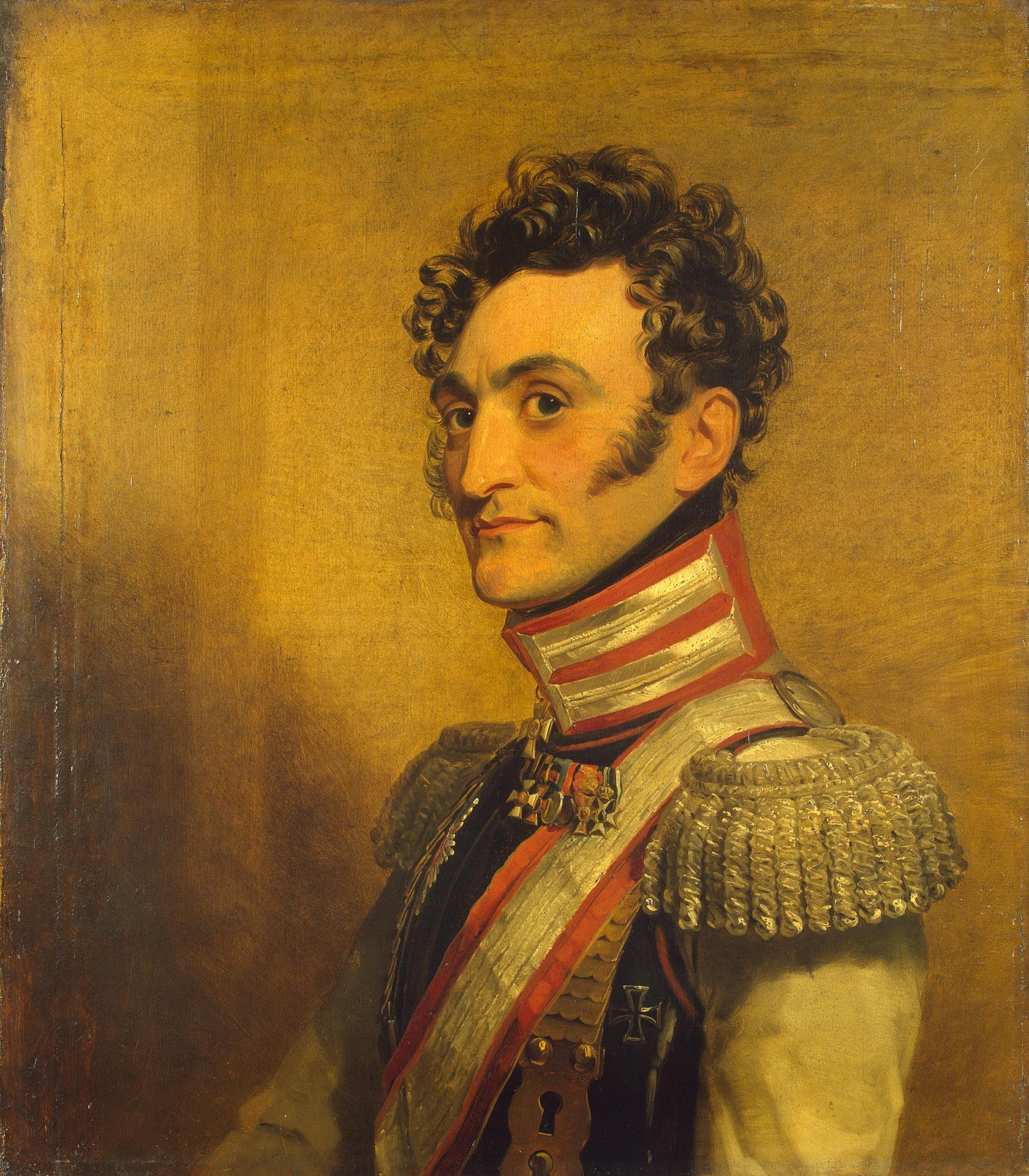
Le lieutenant-général Vladimir Ivanovitch Kablukov.

- Kabloukov, Vladimir Ivanovitch : (1781-1848) - Lieutenant-général - Cavalerie ;
- Kabloukov, Platon Ivanovitch : (1779-1835) - Lieutenant-général - Cavalerie ;
- Kazantsev, Ivan Alexeïevitch ;
- Kazatchkovski, Kirill Fiodorovitch ; (1760-1829) - Lieutenant-général - Infanterie ;
- Kaïsarov, Païsi Sergueïevitch (en) : (1783-1844) - Général - Infanterie ;
- Kamenev, Sergueï Andreïevitch ;
- Kamenski, Mikhaïl Fiodorovitch : (1738-1809) - Feld-maréchal ;
- Kamenski, Nikolaï Fiodorovitch : (1776-1811) - Général - Infanterie ;
- Kamenski, Sergueï Mikhaïlovitch : (1771-1835) - Général - Infanterie ;
- Kantakouzen, Grigori Matveevitch : (1767-1812) - Commandant de brigade - Infanterie - Tué à la bataille de Borodino ;
- Kaptsevitch, Piotr Mikhaïlovitch (en) : (1772-1840) - Général - Artillerie ;
- Kapoustine, Ivan Fiodorovitch : (1759-?) - Major-général - Infanterie ;
- Koïlenski, Ivan Stepanovitch ;
- Karataev, Vassili Ivanovitch : (1762-1813) - Major-général - Cavalerie ;
- Karboner, Lev Lvovitch ;
- Karpenko, Moiseï Ivanovitch : (1775-1854) - Lieutenant-général - Infanterie ;
- Karpov, Akim Akimovitch : (1767-1837) - Lieutenant-général - Cosaques -Artillerie ;
- Karpov, Iakov Ivanovitch ;
- Kartsev, Ivan Petrovitch ;
- Kaftyrev, Iakov Vasilievitch ;
- Kakhovski, Piotr Demianovitch ; (1769-1831) - Lieutenant-général - Cavalerie ;
- Kern, Ermolaï Fiodorovitch : (1765-1841) - Lieutenant-général- Infanterie ;
- Khanykov, Vassili Vasilievitch ;
- Khilkov, Steapn Alexandrovitch (en) : (1786-1854) - Général - Cavalerie ;
- Khovanski, Nikolaï Nikolaïevitch : (1777-1837) - Général - Infanterie ;
- Khomiakov, Alexeï Afanasievitch ;
- Khrapovitski, Matveï Evgrafovitch : (1784-1847) - Adjudant-général - Infanterie ;
- Khrouchtchov, Ivan Alexeïevitch : (1774-1824) - Major-général - Cavalerie ;
- Kikine, Piotr Andreïevitch (en) : (1775-1834) ;
- Kleinmichel, Andreï Andreïevitch : (1757-1815) - Lieutenant-général ;
- Klodt-Jürgensburg, Karl Gustav : (1765-1822) - Major-général ;
- Kniper, Fiodor Evstafievitch : (1768-1850) - Major-général - Infanterie ;
- Knorring, Karl Bogdanovitch (1774-1817) - Major-général - Cavalerie ;
- Knorring, Bogdan Fiodorovitch : (1744-1825) Général - Infanterie ;
- Knorrin, Otto Fiodorovitch : (1759-1812) - Major-général - Cavalerie ;
- Kniajnine, Alexandre Iakovlevitch : (1771-1829) - Lieutenant-général - Infanterie ;
- Kniajnine, Boris, Iakovlevitch : (1777-1854) - Général - Infanterie ;
- Kozen, Piotr Andreïevitch : (1778-1853) - Général - Artillerie ;
- Kozlovski, Mikhaïl Timofeevitch : (1774-1853) - Général ;
- Kologrivov, Alexeï Semionovitch : (1776-1818) - Major-général - Infanterie ;
- Kolioubakine, Piotr Mikhaïlovitch : (1763-après 1849) - Major-général - Infanterie ;
- Konovnitsyne, Piotr Petrovitch : (1764-1822) - Général - Adjudant-général - Infanterie ;
- Konstantin Pavlovitch de Russie : (1779-1831) - Commandant en chef de l'Armée impériale de Russie ;
- Kornilov, Piotr Iakovlevitch : (1770-1828) - Lieutenant-général - Infanterie ;
- Korobko, Maksim Petrovitch : (1759-1836) - Vitse-admiral - Marine impériale de Russie ;
- Korf, Fiodor Karlovitch : (1774-1826) - Lieutenant-général - Cavalerie ;
- Kostenetski, Vassili Grigorievitch : (1769-1831) - Lieutenant-général - Artillerie ;
- Kotliarevski, Piotr Stepanovitch : (1782-1852) - Général - Infanterie ;
- Kochelev, Pavel Ivanovitch ;
- Krasnov, Ivan Kozmitch : (1752-1812) - Major-général - Troupes Cosaques - Blessé à la bataille du monastère Kolotsky, il décéda le 24 août 1812 ;
- Krasovski, Afanasi Ivanovitch : (1780-1849) - Général - Adjudant-général - Infanterie ;
- Kreutz, Cyprien von (en Russie : Kiprian Antonovitch Kreïts) - (1777-1850) - Général - Cavalerie ;
- Kretov, Nikolaï Vasilievitch : (1773-1839) - Lieutenant-général - Cavalerie ;
- Krichtafovitch, Egor Konstantinovitch : (1769-1829) - Lieutenant-général - Infanterie ;
- Kroun, Roman Vasilievitch ;
- Kryjanovski, Maksim Konstntinovitch : (1777-1839) - Lieutenant-général - Infanterie ;
- Koudachev, Nikolaï Danilovitch : (1784-1813) - Général - Unité de guérilla - Mortellement blessé à la bataille de Leipzig ;
- Koulnev, Ivan Petrovitch : (1762-1840) - Major-général - Infanterie ;
- Koulnev, Iakov Petrovitch : (1764-1812) - Major-général - hussards - Mortellement blessé à la bataille de Kliastitsy ;
- Kourouta, Dmitri Dmitrievitch : (1769-1833) - Général - Infanterie ;
- Koutaïsov, Alexandre Ivanovitch : (1784-1812) - Major-général - Artillerie ; Tué à la bataille de Borodino ;
- Kouteïnikov, Dmitri Efimovitch : (1766-1844) - Général - Cavalerie ;
- Koutouzov, Alexandre Petrovitch : (1777-1817) - Major-général - Infanterie ;
- Koutouzov, Mikhaïl Illiarionovitch : (1745-1813) - Generalfeldmarschall des Armées impériales de Russie.

## L

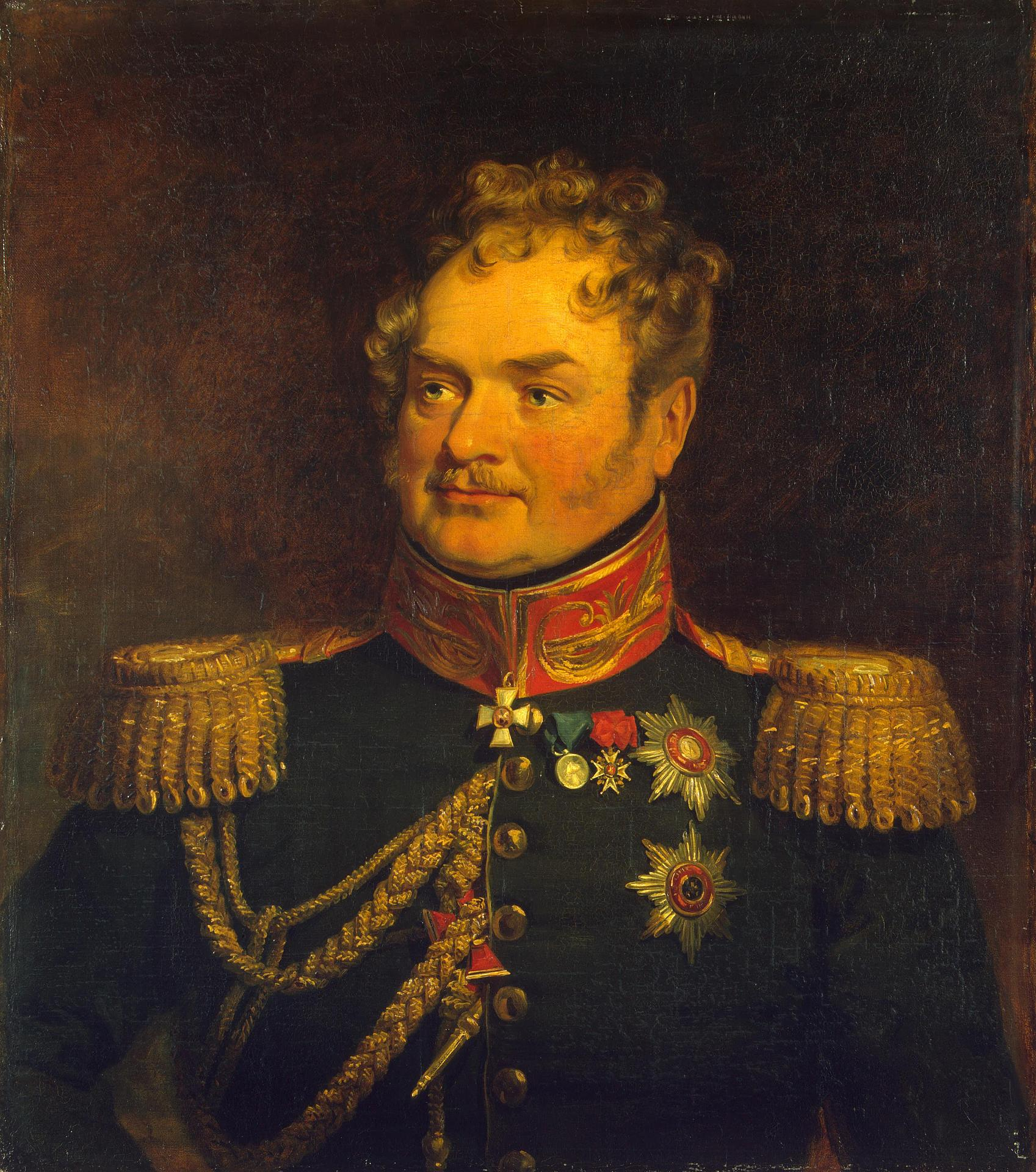
Le général Charles de Lambert.

- Lavrov, Nikolaï Ivanovitch : (1761-1813) - Lieutenant-général - Infanterie ;
- Ladyjenski, Nikolaï Fiodorovitch : (1774-1861) - Lieutenant-général - Infanterie ;
- Lambert, Charles de : (En Russie : Karl Osipovitch Lambert) - (1773-1843) - Général - Cavalerie ;
- Langeron, Louis Alexandre André Andrault de : (En Russie : Alexandre Fiodorovitch Lanjeron) - (1763-1831) - Général - Infanterie ;
- Lanskoï, Pavel Sergueïevitch : (1757-1832) - Major-général ;
- Lanskoï, Sergueï Nikolaïevitch : (1774-1814) - Lieutenant-général - Cavalerie - Mortellement blessé à la bataille de Craonne ;
- Laptev, Vassili Danilovitch : (1758-1825) - Lieuteant-général - Infanterie ;
- Laskine, Alexeï Andreïevitch ;
- Lachkariov, Pavel Sergueïevitch : 1776-1857) - Lieutenant-général - Infanterie ;
- Lebedev, Nikolaï Petrovitch ;
- Levachov, Vassili Vassilievitch : (1783-1848) - Général - Adjudant-général - Cavalerie ;
- Lowenstern, Karl Fiodorovitch : (1771-1840) - Général - Artillerie ;
- Leviz, Fiodor Fiodorovitch : (1767-1824) - Lieutenant-général - Infanterie ;
- Levine, Dmitri Andreïevitch : (1777-1839) - Major-général - Infanterie ;
- Levitski, Mikhaïl Ivanovitch ;
- Leontev, Ivan Sergueïevitch (en) : (1782-1824) - Major-général - Cavalerie ;
- Lesli, Dmitri Egorovitch ;
- Libgart, Anton Ivanovitch ;
- Lieven, Ivan Andreïevitch : (1775-1848) - Lieutenant-général - Infanterie ;
- Lieven, Christophe Andreïevitch : (1774-1838) - Général - Infanterie ;
- Liders, Nikolaï Ivanovitch : (1762-1823) - Major-général - Infanterie ;
- Lindfors, Axel Friedroch :(En Russie : Fiodor Andreïevitch Lindfors) - (1760-1813) - Major-général - Infanterie - Grièvement blessé à la bataille de Leipzig, il décéda quelques jours plus tard ;
- Lisanevitch, Grigori Ivanovitch : (1756-1832) - Lieutenant-général ;
- Likhatchiov, Piotr Gavrilovitch : (1758-1813) - Major-général - Infanterie ;
- Likhatchiov, Iakov Ivanovitch : (1766-1821) - Major-général - Infanterie ;
- Lopoukhine, Piotr Andreïevitch ;
- Loukov, Fiodor Alexeïevitch : (1761-1813) - Major-général - Infanterie - Tué à la bataille de Dresde ;
- Loukovkine, Gavriil Amvrosievitch : (1772-1849) - Major-général - Troupes Cosaques ;
- Von Lowis de Menar, 1767-1824, général de la 10e division d'infanterie, Dantzig, Austerlitz, régiment des cuirassiers de Lowis ;
- Lialine, Dmitri Vassilievitch : (1772-1847) - Major-général - Infanterie ;
- Lvov, Andreï Lavrentievitch ;
- Lvov, Dmitri Semionovitch ;
- Lvov, Mikhaïl Lavrentievitch ;
- Liapounov, Dmitri Petrovitch : (1775-1821) - Major-général - Infanterie.

## M

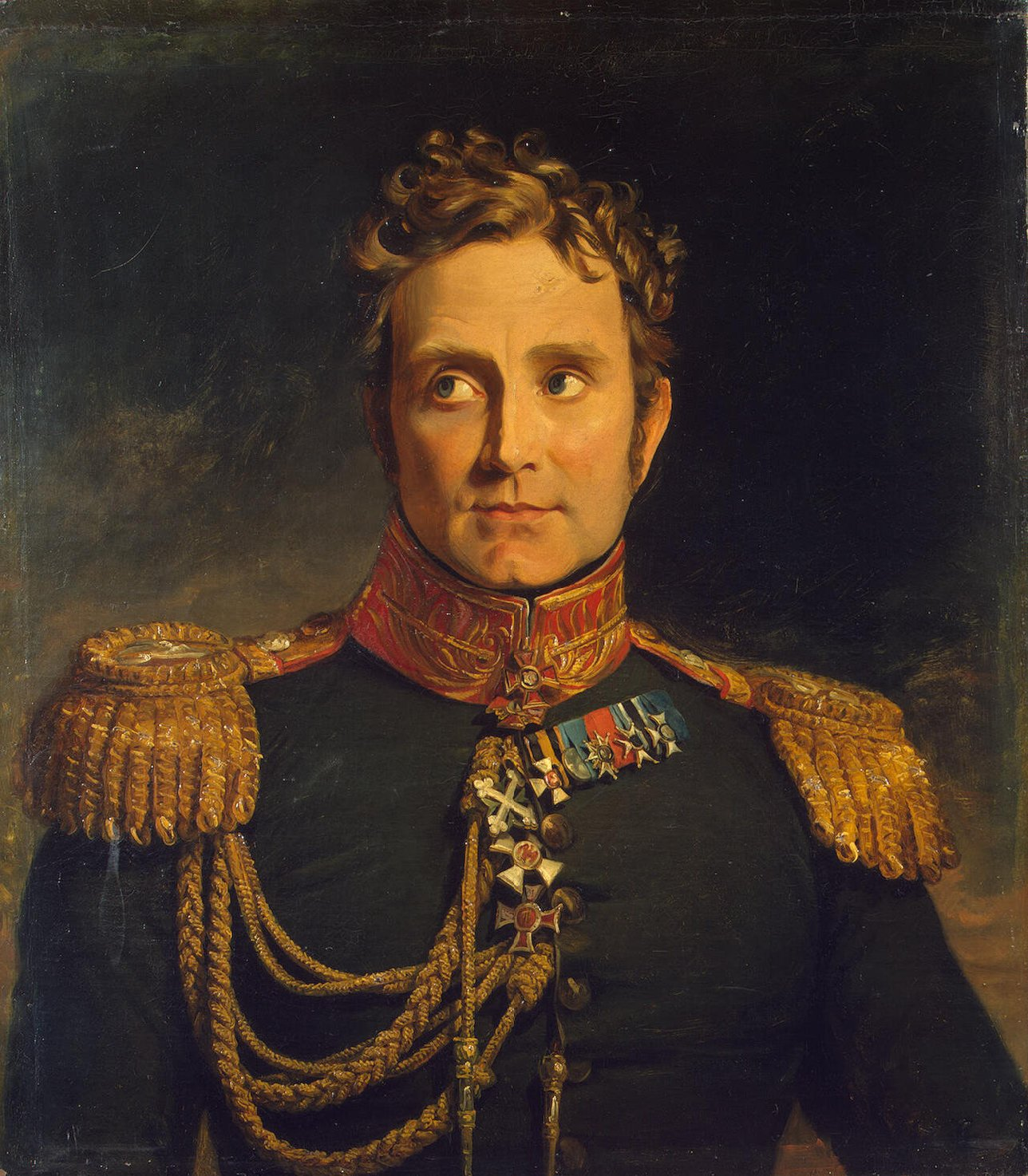
Le général Alexandre Michaud de Beauretour.

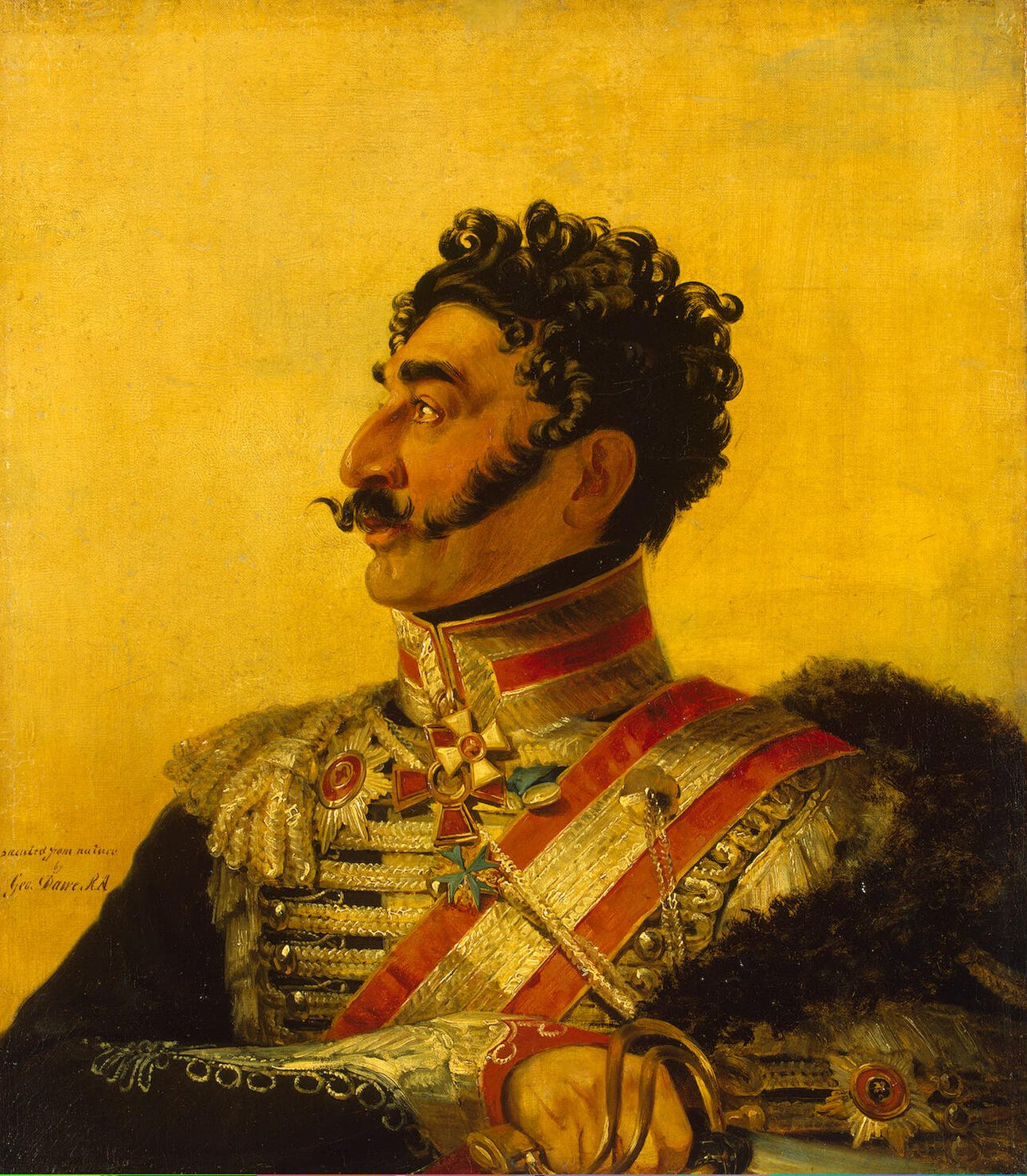
Le lieutenant-général Valerian Grigorievitch Madatov.

- Madatov, Valerian Grigorievitch : (1782-1829) - Lieutenant-général ;
- Mazovski, Nikolaï Nikolaïevitch : (1756-1807) - Major-général - Infanterie - Tué à la bataille de Friedland ;
- Makarov, Piotr Stepanovitch ;
- Manteuffel, Gotbard Johann von : (En Russie : Ivan Vassilievitch Manteïfel) - (1771-1813) - Major-général - Cavalerie - Mortellement blessé à la bataille de Leipzig ;
- Jozef Ignaci August Manfredi : En Russie : Osip Ignatievitch Manfredi) ;
- Markov, Alexandre Ivanovitch : (1781-1844) - Major-général -Artillerie ;
- Markov, Evgeni Ivanovitch : (1769-1828) - Lieutenant-général - Infanterie ;
- Martynov, Andreï Smitrievitch ;
- Maslov, Andreï Timofeevitch : (1770-1828) - Major-général - Infanterie ;
- Matsnev, Mikhaïl Nikolaïevitch : (1785-1842) - Major-général - Infanterie ;
- Mezentsev, Vladimir Petrovitch : (1781-1833) - Major-général - Infanterie ;
- Mezentsev, Mikhaïl Ivanovitch : (1770-1840) - Lieutenant-général - Cavalerie ;
- Meïsner, Iakov Ivanovitch ;
- Mecklembourg-Schwerin, Karl August Christian : (1782-1833) - Lieutenant-général - Infanterie ;
- Melessino, Alexeï Petrovitch (en) : (1759-1813) - Major-général - Cavalerie - Tué à la bataille de Dresde ;
- Meller-Zakomelski, Piotr Ivanovitch : (1755-1823) - Général - Artillerie ;
- Meller-Zakomelski, Egor Ivanovitch : (1767-1830) - Lieuteant-général - Adjudant-général - Cavalerie ;
- Merlin, Pavel Ivanovitch : (1769-1841) - Major-général - Artillerie ;
- Maistre, Xavier de : (En Russie : Ksaveri Ksaverievitch Mestr) - (1763-1852) - Major-général ;
- Mechtcherinov, Vassili Dmitrievitch ;
- Miller, Ivan Ivanovitch ;
- Miloradovitch, Mikhaïl Andreïevitch : (1771-1825) - Général - Infanterie ;
- Mitkov, Fiodor Konstantinovitch ;
- Michaud de Beaureautour, Alexandre : (En Russie : Alexandre Franzevitch Micho) - (1771-1841) - Général - Adjudant-général - Infanterie ;
- Moller, Anton Vassilievitch : (en Allemand : Brend Otto von Möller) - (1764-1848) - Amiral - Marine impériale de Russie ;
- Monakhtine, Fiodor Fiodorovitch ;
- Mordvinov, Vladimir Nikolaïevitch ;
- Mordvinov, Dmitri Mikhaïlovitch : (1773-1848) - Major-général- Infanterie ;
- Mosolov, Fiodor Ivanovitch : (1771-1844) - Major-général - Cavalerie ;
- Moore, Oustine Vassilievitch ;
- Mouravev, Nikolaï Nikolaïevitch ;
- Mouromtsev, Nikolaï Seliverstovitch ;
- Moussine-Pouchkine, Ivan Alexeïevitch ;
- Moussine-Pouchkine : (1781-1822) - Major-général - Infanterie ;
- Moussine-Pouchkine, Piotr Klavdievitch : (1765-1834) - Lieutenant-général ;
- Moukhine, Semion Alexandrovitch ;
- Mychetski, Ivan Semionovitch ;
- Miakinine, Nikolaï Diomidovitch : (1787-1814) - Major-général - Artillerie.

## N

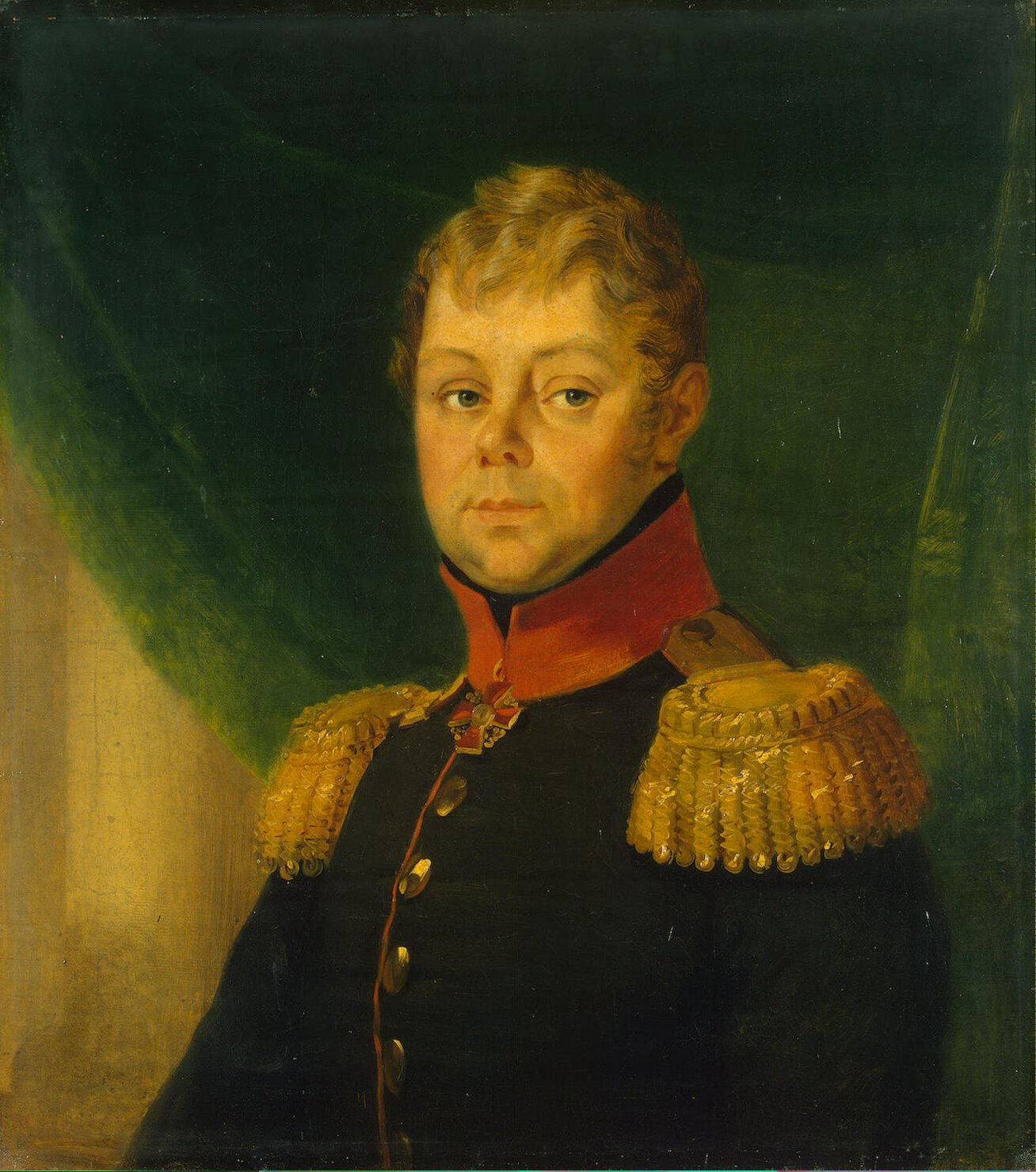
Le major-général Fiodor Viktorovitch Nazimov.

- Nabokov, Ivan Alexandrovitch : (1787-1852) - Général - Adjudant-général - Infanterie ;
- Nazimov, Fiodor Viktorovitch : (1764-1827) - Major-général - Infanterie ;
- Nani, Toma Petrovitch : (1769-1853) - Major-général - Cavalerie ;
- Narychkine, Lev Alexandrovitch : (1785-1846) - Lieutenant-général - Adjudant-général - Cavalerie ;
- Naoumov, Mikhaïl Fiodorovitch : (1757-1823) - Major-général - Infanterie ;
- Neverovski, Dmitri Petrovitch : (1771-1813) - Lieutenant-général - Infanterie - Mortellement blessé à la bataille de Leipzig ;
- Neïdgardt, Pavel Ivanovitch : (1779-1850) - Major-général - Infanterie ;
- Nikitine, Alexeï Petrovitch : (1777-1858) - Général - Cavalerie.

## O
- Obolensky, Vassili Petrovitch : (1780-1834) - Major-général - Cosaques ukrainiens ;
- Obreskov, Nikolaï Petrovitch ;
- Ogilvi, Alexandre Alexandrovitch ;
- Odoevski, Ivan Sergueïevitch : (1769-1839) - Major-général - Cavalerie ;
- Ożarowski, Adam Petrovitch : (1776-1835) - Général - Cavalerie ;
- Okoulov, Modest Matveevitch : (1762-1812) - Major-général - Infanterie ;
- Olenine, Evgeni Ivanovitch : (1774-1827) - Major-général - Cavalerie ;
- Olsoufiev, Zakhar Dmitrievitch : (1773-1835) - Lieutenant-général - Infanterie ;
- Olsoufiev, Nikolaï Dmitrievitch : (1779-1819) - Major-général - Cavalerie ;
- Oldekop, Karl Fiodorovitch : (1775-1831) - Lieutenant-général - Infanterie ;
- Opperman, Karl Ivanovitch (en) : (1765-1831) - Ingénieur général - Génie militaire ;
- Orlov, Mikhaïl Fiodorovitch : (1788-1842) - Major-général - Cavalerie ;
- Vassyliy Orlov-Dénissov : (1775-1843) - Général - Cavalerie ;
- O'Rourke, Joseph Cornélius : (En Russie : Iosif Kornilovitch Orourk) - (1752-1849) - Lieutenant-général - Cavalerie ;
- Osten-Sacken, Fabian Gottlieb : (en Russie : Fabian Vilgelmovitch Osten-Saken) - (1752-1837) - Feldmaréchal ;
- Osterman-Tolstoï, Alexandre Ivanovitch : (1771-1857) - Général - Infanterie ;
- Ouvarov, Fiodor Petrovitch : (1773-1834) - Général - Cavalerie ;
- Oudom, Ievstafi Ievstafievitch : (En Allemagne : Gustav Udam) - (1760-1836) - Lieutenant-général - Infanterie ;
- Oulanov, Gavriil Petrovitch ;
- Oumanets, Andreï Semionoitch : (1762-après 1828) - Lieutenant-général ;
- Ourousov, Alexandre Petrovitch : (1768-1835) - Major-général - Infanterie ;
- Ouchakov, Ivan Mikhaïlovitch ;
- Ouchakov, Pavel Nikolaïevitch : (1779-1853) - Général - Adjuedant-général - Infanterie ;
- Ouchakov, Sergueï Nikolaïevitch : (1776-1814) - Major-général - Cavalerie - Tué à la bataille de Craonne.

## P
- Padeïski, Fiodor Fiodorovitch ;

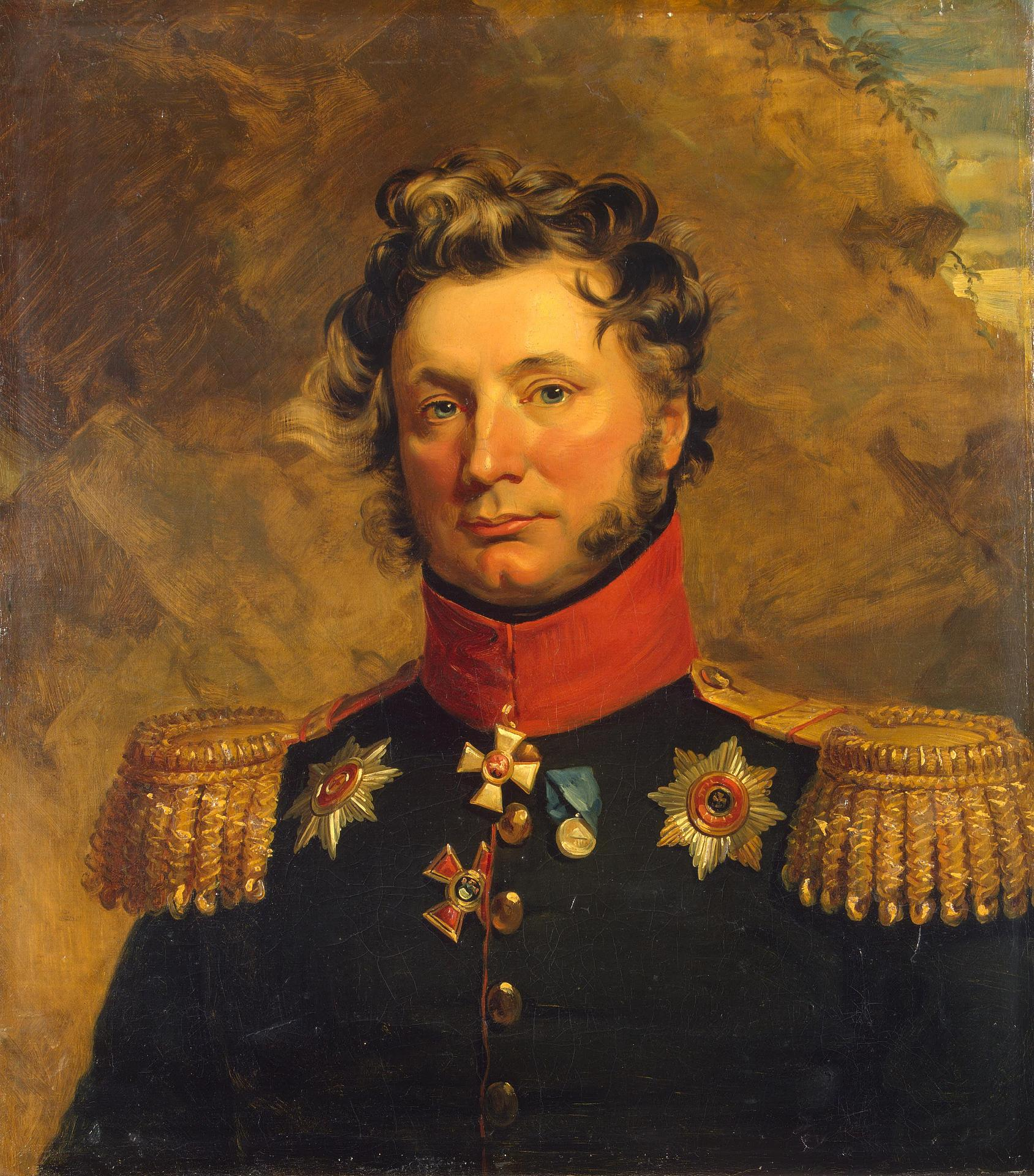
Le comte Matveï Ivanovitch Pahlen.

- Pahlen, Matveï Ivanovitch : (1779-1863) - Général - Cavalerie ;
- Pahlen, Pavel Petrovitch : (1775-1834) - Général - Cavalerie ;
- Palitsyne, Ivan Ivanovitch : (1763-1814) - Major-général - Infanterie ;
- Panzerbieter, Karl Karlovitch ;
- Pantchoulidzev, Ivan Davydovitch : (1759-1815) - Lieutenant-général - Cavalerie ;
- Pantchoulidzev, Semion Davydovitch : (1767-1817) - Major-général - Cavalerie ;
- Papkov, Piotr Afanassievitch : (1772-1853) - Major-général - Artillerie ;
- Paskevitch, Ivan Fiodorovitch : (1782-1856) - Feldmaréchal - Infanterie ;
- Passek, Piotr Petrovitch ;
- Patton, Alexandre Iakovlevitch : (1761-1815) - Major-général - Infanterie ;
- Paul, Johann Ludwig - (En Russie : Ivan Lavrentievitch Pol) - (1768-1840) - Major-général - Cavalerie ;
- Paulucci, Philip Ossipovitch : (1779-1849) - Adjudant-général ;
- Peïker, Alexandre Emmanouilovitch : (1776-1834) - Lieutenant-général - Infanterie ;
- Petrovski, Mikhaïl Andreïevitch ;
- Pfuel, Karl Ludwig August : (1757-1826) - Major-général ;
- Pilar von Pilchau, Georges Ludwig : (En Estonie : Iegor Maksimovitch Pillar) : (1767-1830) - Major-général - Infanterie ;
- Pirogov, Ippolit Ivanovitch ;
- Pisarev, Alexandre Alxandrovitch : (1780-1848) - Lieutenant-général - Infanterie ;
- Platov, Matveï Ivanovitch : (1753-1818) - Général - Cosaques du Don ;
- Poletaev, Ivan Ivanovitch : (1760-1813) - Major-général - Artillerie - Tué à la bataille de Leipzig ;
- Poliakov Piotr Grigorievitch : 1794-1869 -  Major-général Piotr Grigorievitch Poliakov Commandants du Régiment de la Garde Moskovski - il fut décoré de l’ordre impérial de Saint-André Apôtre le premier nommé - Орден Святого апостола Андрея Первозванного ;
- Polivanov, Iouri Ignatievitch : (1751-1813) - Major-général - Cavalerie - Grièvement blessé lors du harcèlement exercé sur les troupes de Napoléon Ier après le passage de la Berezina, il décédera des suites de ses blessures ;
- Poltoratski, Konstantin Markovitch : (1752-1858) - Lieutenant-général -Infanterie ;
- Polouektov, Boris Vladimirovitch : (1779-1843) - Général - Infanterie ;
- Poncet, François Michel - (En Russie : Mikhaïl Ivanovitch Ponset) - (1780-1829) - Lieutenant-général - Infanterie ;
- Posnikov, Fiodor Nikolaïevitch : (1784-1841) - Major-général - Infanterie ;
- Potapov, Alexeï Nikolaïevitch : (1772-1847) - Général - Major-général - Cavalerie ;
- Potemkine, Iakov Alexeïevitch : (1781-1831) - Lieutenant-général - Adjudant-général - Infanterie ;
- Potocki, Stanislas : (En Russie : Stanislav Stanislavovitch Pototski) - (1787-1831) - Major-général - Adjudant-général - Infanterie ;
- Potoulov, Pavel Vassilievitch ;
- Pozzo di Borgo, Carlo Andrea : (En Russie: Karl Osipovitch Potso di Borgo) - (1764-1842) - Général - Infanterie, diplomate, ambassadeur de Russie en France ;
- Protasov, Alexeï Andrianovitch : (1780-1833) - Major-général - Cavalerie ;
- Poustochkine, Pavel Vassilievitch : (1749-1828) - Vitse-admiral - Marine impériale de Russie ;
- Pychnitski, Dmitri Ilitch : (1764-1844) - Lieutenant-général - Infanterie.

## R
- Radt, Semion Loukitch ;

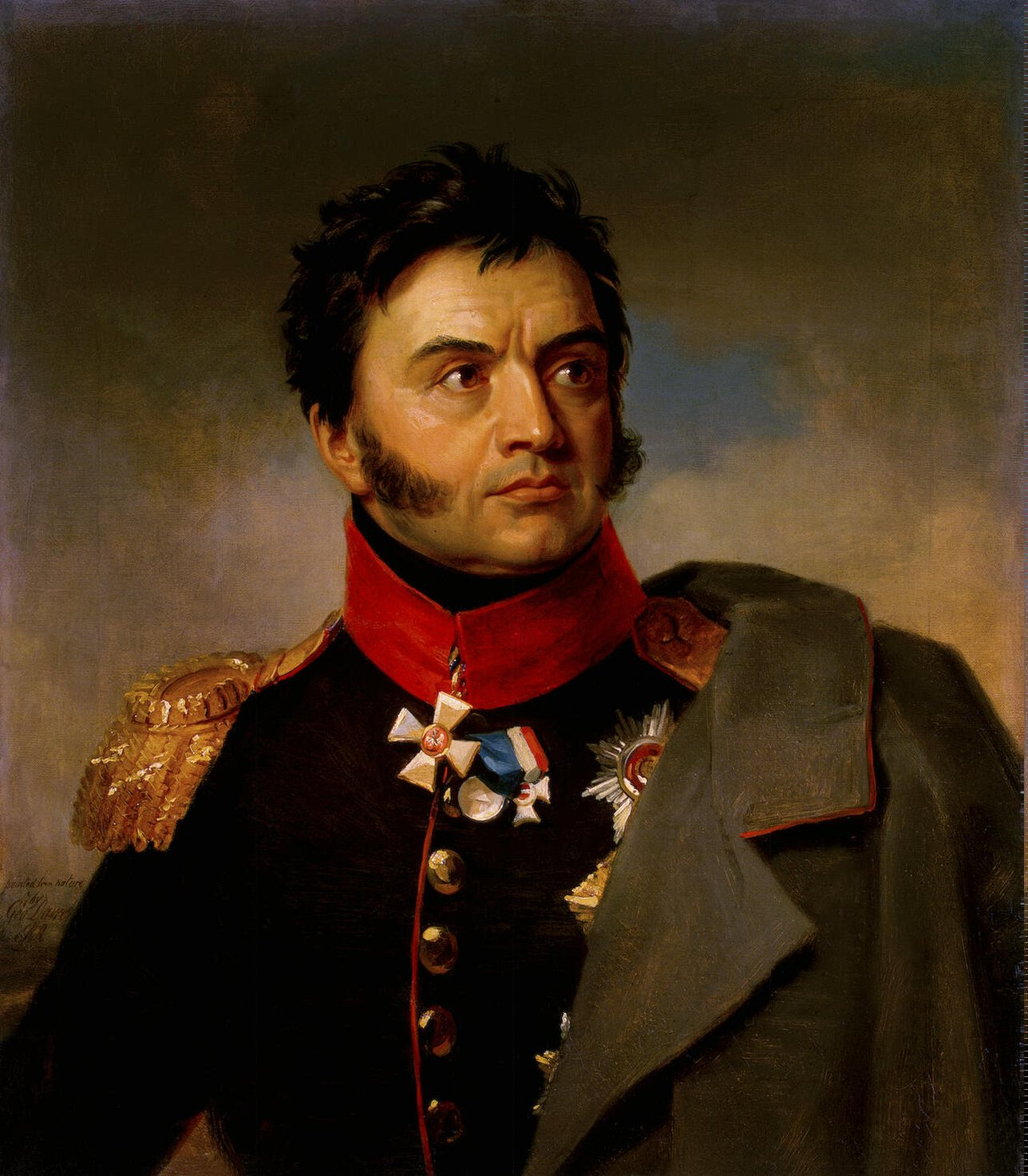
Le général Nikolaï Nikolaïevitch Raevski.

- Raevski, Nikolaï Nikolaïevitch : (1771-1829) - Général - Cavalerie ;
- Rakhmanov, Vassili Sergueïevitch : (1764-1816) - Lieutenant-général - Infanterie ;
- Rakhmanov, Pavel Alexandrovitch ;
- Rezvoy, Dmitri Petrovitch : (1762-1823) - Major-général - Artillerie ;
- Rehren, Johann Friedrich von : (En Russie : Ivan Bogdanovitch Reren) - Major-général - Infanterie - Tué au cours de la bataille de Leipzig ;
- Reïkhel, Abram Abramovitch ;
- Rennie, Robert : (En Russie : Roman Iegorovitch Renni) - (1768-1732) - Major-général - Infanterie ;
- Repine-Volkonski, Nikolaï Grigorievitch : (1778-1845) - Général - Adjudant-général - Cavalerie ;
- Repninski, Sergueï Iakovlevitch : (1775-1818) - Major-général - Infanterie ;
- Repninski, Stepan Iakovlevitch : (1773-1851) - Général - Cavalerie ;
- Richter, Buchard Adan von : (En Russie : Boris Khristoforovitch Rikhter) - (1782-1832) - Lieutenant-général - Adjudant-général - Infanterie ;
- Ridiger, Fiodor Vassilievitch : (1783-1856) - Général - Adjudant-général - Cavalerie ;
- Ridiger, Alexandre Karlovitch : (En Allemagne : Alexandre von Rudinger) - (1782-1825) - Major-général - Infanterie ;
- Rimski-Korsakov, Alexandre Mikhaïlovitch : (1753-1840) - Général - Infanterie ;
- Rodionov, Mark Ivanovitch ;
- Roze, Vilim Romanovitch ;
- Rozen, Alexandre Vladimirovitch - (En Russie : Alexandre von Rosen) - (1773-1832) - Major-général - Cavalerie ;
- Rosen, Grigori Vladimirovitch : (En Allemagne : Georges Andreas von Rosen) - (1782-1841) - Général - Adjudant-général - Infanterie ;
- Rozen, Ivan Karlovitch : (1752-1817) - Lieutenant-général - Infanterie ;
- Rozen, Fiodor Fiodorovitch : (En Allemagne : George Friedrich Otto von Rosen) - (1767-1851) - Général - Infanterie ;
- Rozenberg, Andreï Grigorievitch : (1739-1813) - Général - Infanterie ;
- Rossi, Ignati Petrovitch : (1765-1814) - Major-général - Infanterie ;
- Rot, Loggin Ossipovitch : (1780-1851) - Général - Adjudant-général - Infanterie ;
- Roudzevitch, Alexandre Iakovlevitch : (1775-1829) - Général - Infanterie ;
- Rykov, Vassili Dmitrievitch (en) : (1759-1827) - Major-général - Cavalerie ;
- Ryleev, Alexandre Nikolaïevitch : (1778-1840) - Major-général - Cavalerie ;
- Ryleev, Mikhaïl Nikolaïevitch : (1771-1831) - Lieutenant-général - Infanterie ;
- Rynkevitch, Iefim Iefimovitch : (1772-1834) - Colonel - Infanterie.

## S

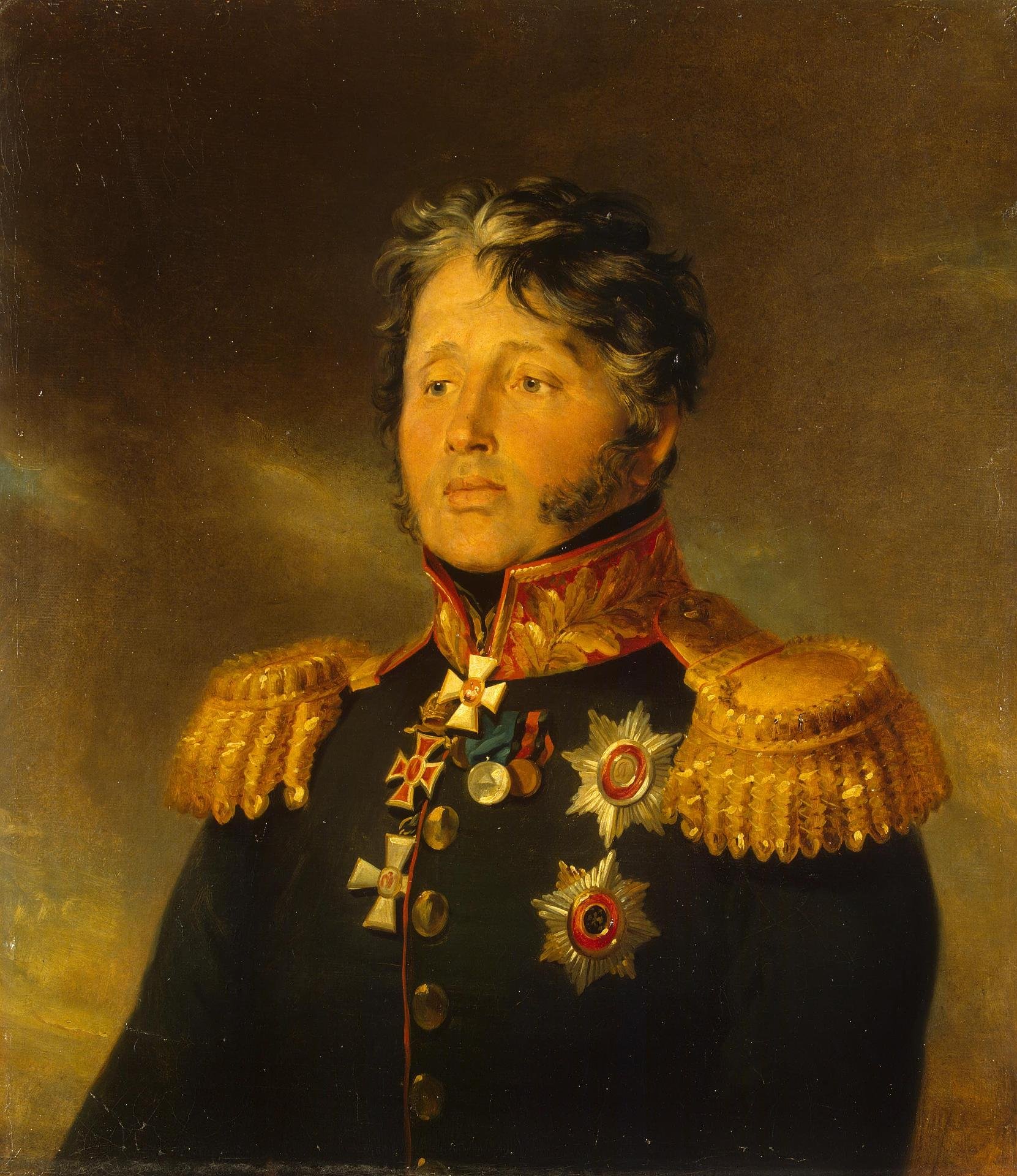
Le général Ivan Vassilievitch Sabaneev.

- Sabaneev, Ivan Vassilievitch : (1770-1829) - Général - Infanterie ;
- Sabloukov, (1776-1848) - Général - Cavalerie ;
- Saint-Priest, Guillaume Emmanuel Guignard de : (En Russie: Emmanouil Frantsevitch Sen-Pri) - (1776-1814) - Adjudant-général - Infanterie - Gravement blessé à la bataille de Reims, il décèdera quelques jours plus tard ;
- Sanders, Fiodor Ivanovitch : (1755-1836) - Lieutenant-général - Cavalerie - Infanterie ;
- Santi, Alexandre Franzevitch ;
- Savonine, Ieremeï Iakovlevitch : (1776-1836) - Général - Infanterie ;
- Sazonov, Ivan Terentievitch : (1755-1823) - Lieutenant-général - Infanterie ;
- Sazonov, Fiodor Vassilievitch : (1780-après 1839) - Major-général - Infanterie ;
- Saxe-Weimar-Eisenach, Karl August von : (1757-1828) - Général - Cavalerie ;
- Saxe-Cobourg, Leopold von : (1790-1865) - Lieutenant-général - Cavalerie ;
- Saxe-Cobourg-Gotha, Ernst Ludwig Karl Anton von : (1784-1844) - Général - Cavalerie ;
- Schrader, Piotr Petrovitch : (1770-1824) - Major-général - Infanterie ;
- Seliavine, Nikolaï Ivanovitch : (1774-1833) - Lieutenant-général - Infanterie ;
- Seniavine, Dmitri Nikolaïevitch : (1763-1831) - Amiral - Marine impériale de Russie ;
- Seslavine, Alexandre Nikititch : (1780-1858) - Major-général - Cavalerie ;
- Shilder, Karl Andreïevitch : (1785-1854) - Lieutenant-colonel - Génie militaire ;
- Shperberg, Ivan Iakovlevitch : (1770-1856) - major-général - Cavalerie ;
- Shreyterfeld, Karl Ivanovitch ;
- Sibers, Iegor Karlovitch : (1779-1827) - Lieutenant-général - Ingénierie militaire ;
- Sibers, Ivan Khristianovitch ;
- Sibers, Karl Karlovitch : (1772-1856) - Général - Cavalerie ;
- Sibirski, Alexandre Vassilievitch : (1779-1836) - Lieutenant-général - Infanterie ;
- Sipiaguine, Nikolaï Martemianovitch : (1785-1828) - Lieutenant-général - Adjudant-général - Gouv. militaire de Géorgie ;
- Skalon, Anton Antonovitch (en) : (1767-1812) - Major-général - Cavalerie - Tué à la bataille de Smolensk ;
- Sokovnine, Boris Sergueïvitch ;
- Sokolovski, Iosif Karlovitch : (1763-1836) - Major-général - Infanterie ;
- Alexandre Vassilievitch Souvorov : (1729-1800) - Généralissime des Armées impériale de terre et des forces navales russes - Feldmaréchal des troupes autrichiennes et sardes ;
- Souvorov, Arkadi Alexandrovitch : (1784-1811) - Lieutenant-général - Infanterie - Se noya lors de la traversé de la rivière Rymnik ;
- Staden, Evstafi Evstafievitch : (1774-1845) - Général - Artillerie ;
- Stavitski, Maksim Fiodorovitch : (1778-1841) - Lieutenant-général - Infanterie ;
- Steinhel, Taddeus Fiodorovitch : (1762-1831) : Général - Infanterie ;
- Svetchine, Nikanor Mikhaïlovitch : (1772-1849) - Lieutenant-général - Infanterie ;
- Stal, Iegor, Fiodorovitch : En Allemagne : Johann Georg von Staal)(1777-1862) - Major-général - Infanterie ;
- Stal, Karl Goustavovitch : (En Allemagne : Karl Gustav von Staal) - (1778-1853) - Général - Cavalerie ;
- Stavrakov, Semion Khristoforovitch : (1763-1819) - Major-général - Commandant du quartier général de la 1re Armée de l'Ouest - Infanterie ;
- Stroganov, Pavel Alexandrovitch : (1774-1817) - Lieutenant-général - Adjudant-général - Infanterie ;
- Soukharev, Alexandre Dmitrievitch ;
- Soukhozanet, Nikolaï Onufrievitch : (1788-1861) - Général - Adjudant-général - Artillerie ;
- Soukhtelen, Pavel Petrovitch : (1788-1833) - Lieutenant-général - Adjudant-général ;
- Soukhtelen, Piotr Kornilovitch : (1751-1836) - Ingénieur général - Ingénierie militaire ;
- Soulima, Nikolaï Semionovitch : (1777-1840) - Lieutenant-général - Infanterie ;
- Soutgof, Nikolaï Ivanovitch : (1765-1836) - Major-général - Infanterie ;
- Sykine, Alexandre Iakovlevitch : (1764-1837) - Général - Infanterie ;
- Sysoev, Vassili Alexeïevitch.

## T

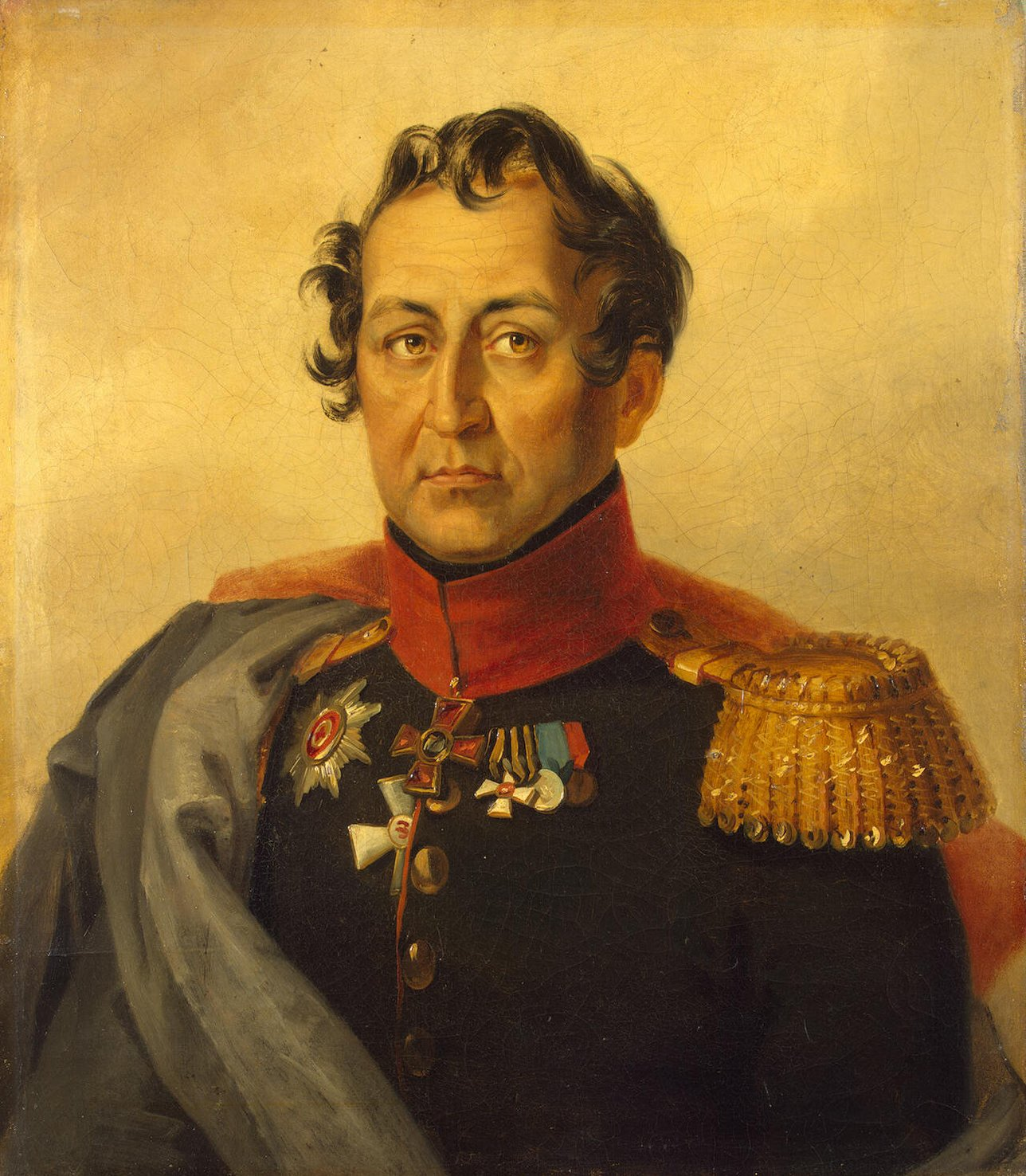
Le major-général Alexandre Vassilievitch Talyzin.

- Talyzine, Alexandre Vassilievitch : (1777-1847) - Major-général - Infanterie ;
- Talyzine, Stepan Alexandrovitch : (1768-1815) - Major-général - Infanterie ;
- Talyzine, Fiodor Ivanovitch : (1773-1844) - Lieutenant-général - Infanterie ;
- Tchalikov, Anton Stepanovitch : (1754-1821) - Major-général - Cavalerie ;
- Tchaplits, Iefim Ignatievitch (en) : (1768-1825) - Lieutenant-général - Cavalerie ;
- Tcharnych, Ivan Ivanovitch ;
- Tchernozoubov, Ilia Fiodorovitch : (1765-1821) - Major-général ;
- Tchernychev, Alexandre Ivanovitch : (1786-1857) - Général - Adjudant-général - Cavalerie ;
- Tchitchagov, Pavel Vassilievitch : (1767-1849) - Amiral - Adjudant-général - Marine impériale de Russie ;
- Tchitcherine, Nikolaï Alexandrovitch : (1771-1837) - Major-général - Infanterie ;
- Tchitcherine, Piotr Alexandrovitch : (1778-1848) - Général - Adjudant-général - Cavalerie ;
- Tchoglokov, Pavel Nikolaïevitch : (1772-1832) - Lieutenant-général - Infanterie ;
- Teslev, Alexandre Petrovitch : (1778-1847) - Général - Infanterie ;
- Tet, Iegor Iegorovitch : (En Angleterre : George Tet) -(1745-1826) - Amiral - Royal Navy - Marine impériale de Russie ;
- Tettenborn, Friedrich Karl von : (1778-1844) - Lieutenant-général - Cavalerie - Troupes Cosaques ;
- Tileman, Johann Adolf von : (1765-1824) - Général - Cavalerie ;
- Titov, Nikolaï Fiodorovitch : (1759-après 1816) - Major-général - Infanterie ;
- Tolstoï, Nikolaï Ivanovitch : (1758-1818) - Major-général ;
- Tolstoï, Piotr Alexandrovitch : (1761-1844) - Général - Infanterie ;
- Toll, Karl Wilhelm von : (1777-1842) - Général - Infanterie ;
- Tormassov, Alexandre Petrovitch : (1752-1819) - Général - Cavalerie ;
- Treskine, Ivan Lvovitch ;
- Treskine, Mikhaïl Lvovitch : (1765-1839) - Major-général - Infanterie ;
- Tretiakov, Nikolaï Ivanovitch ;
- Trochtchinski, Andreï Andreïevitch, infanterie, major-général ;
- Trochtchinski, Ivan Iefimovitch : (1783-1832) - Lieutenant-général - Cavalerie ;
- Troubetskoï, Vassili Sergueïevitch : (1776-1842) - Général - Cavalerie ;
- Trusson, Christian : (En Russie : Khristian Ivanovitch Trouzson) - (1742-1813) - Lieutenant-général - Ingénieur militaire en chef de l'Armée de l'Ouest;
- Tourtchaninov, Andreï Petrovitch : (1779-1830) - Lieutenant-général - Infanterie ;
- Tourtchaninov, Pavel Petrovitch : (1776-1839) - Lieutenant-général - Infanterie ;
- Toutchkov, Alexandre Alexeïevitch : (1778-1812) - Major-général - Infanterie - Mortellement blessé à la bataille de Borodino ;
- Toutchkov, Nikolaï Alexeïevitch : (1765-1812) - Lieutenant-général - Infanterie - Grièvement blessé à la bataille de Borodino, il décèdera trois semaines plus tard des suites de ses blessures ;
- Toutchkov, Pavel Alexeïevitch : (1776-1858) - Major-général - Infanterie ;
- Tsvilenev, Alexandre Ivanovitch : (1769-1824) - Lieuteant-général - Infanterie ;
- Tsitsianov, Pavel Dmitrievitch : (1754-1806) - Général - Infanterie - Assassiné sous les murs de la forteresse de Bakou ;
- Tsyboulski, Ivan Denisovitch : (1771-1837) - Major-général ;
- Tuyll van Serooskerken, Diederik Jacob van : (En Russie : Fiodor Vassilievitch Teïl van Seraskerken) - (1771-1826) - Major-général - Intendance ;
- Tvorogov, Stepan Trofimovitch.

## V

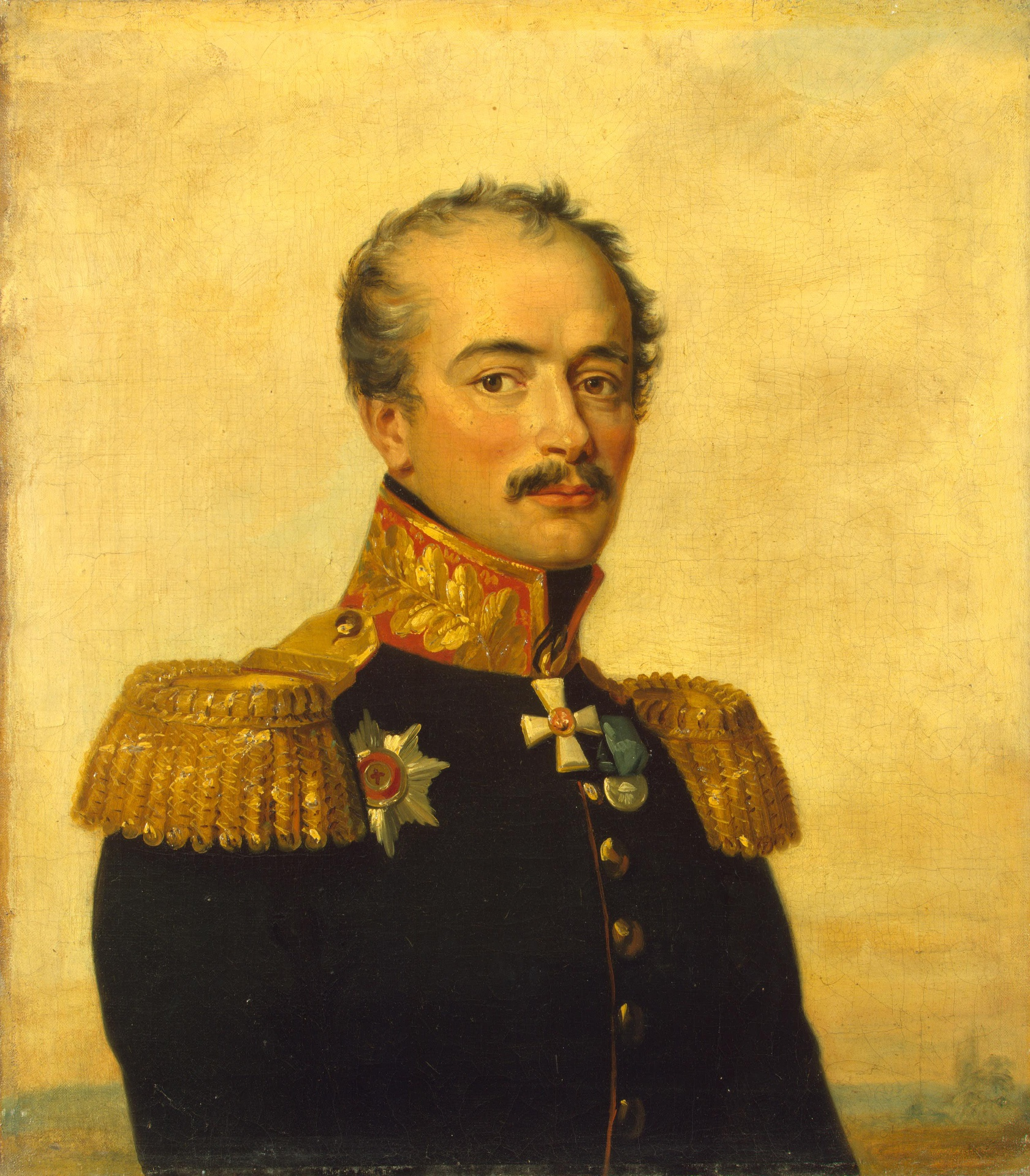
Le lieutenant-général Ivan Mikhaïlovitch Vadbolski.

- Vadbolski, Ivan Mikhaïlovitch : (1781-1861) - Lieutenant-général - Cavalerie - Infanterie ;
- Vadbolski, Iakov Iegorovitch : (1774-1820) - Major-général - Infanterie ;
- Vassiltchikov, Dmitri Vassilievitch : (1778-1859) - Général - Cavalerie ;
- Illarion Vassilievitch Vasiltchikov : (1818-1881), - Général - Cavalerie ;
- Vassiltchikov, Nikolaï Vassilievitch : (1781-1849) - Major-général - Cavalerie ;
- Veliaminov, Ivan Alexandrovitch : (1771-1837) - Général - Infanterie ;
- Venason, Osip Petrovitch ;
- Veselitski, Gavriil Petrovitch : (1774-1829) - Lieutenant-général - Artillerie ;
- Vlastov, Iegor Ivanovitch : (1769-1837) - Lieutenant-général - Infanterie ;
- Vlodek, Mikhaïl Fiodorovitch : (1780-1849) - Général - Adjudant-général - Cavalerie ;
- Voïnov, Alexandre Lvovivtch : (1770-1831) - Général - Cavalerie ;
- Volkov, Mikhaïl Mikhaïlovitch : (1776-1820) - Major-général - Cavalerie ;
- Volkonski, Dmitri Mikhaïlovitch : (1770-1835) - Lieutenant-général - Infanterie ;
- Volkonski, Nikita Grigorievitch : (1781-1844) - Major-général ;
- Volkonski, Piotr Mikhaïlovitch : (1776-1852) - Feld-maréchal ;
- Volkonski, Sergueï Grigorievitch : (1788-1865) - Major-général - Cavalerie ;
- Vorontsov, Mikhaïl Semionovitch : (1782-1856) - Feldmaréchal ;
- Vsevolojski, Alexeï Matveevitch : (1763-1813) - Major-général - Cavalerie ;
- Vtorov, Osip Maksimovitch ;
- Vouitch, Nikolaï Vassilievitch : (1765-1836) - Lieutenant-général - Infanterie ;
- Viazemski, Vassili Vassilievitch : - (1775-1812) - Major-général - Infanterie - Grièvement blessé lors de la prise de la forteresse de Borisova, il décèdera à l'hôpital de Minsk ;
- Velikopolski, Anton Petrovitch : (1770-1830) - Major-général - Cavalerie.

## W

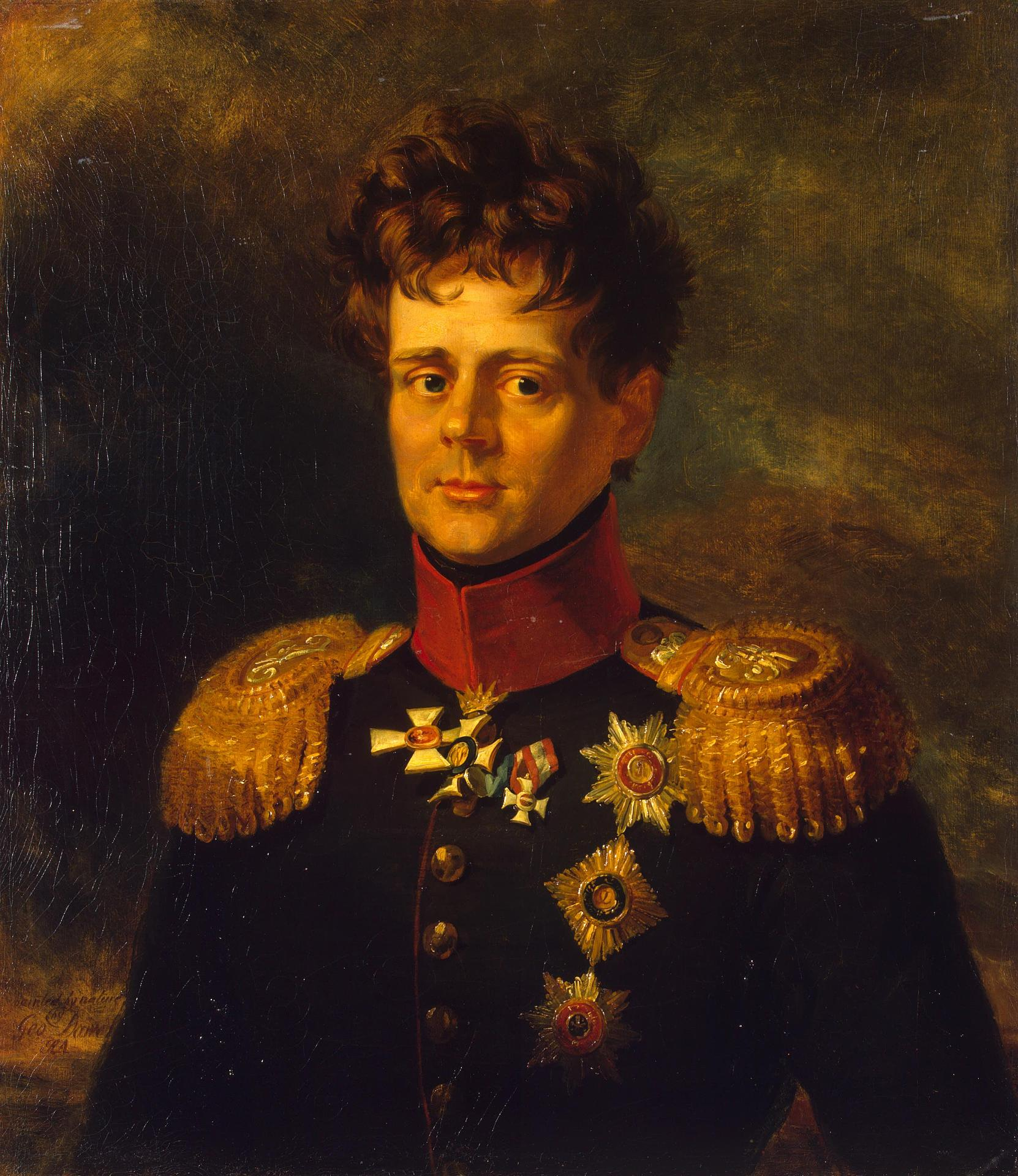
Le prince Eugen Von Württemberg.

- Wallmoden-Gimborn, George Ludwig von : (1779-1862) - Général - En service dans l'Armée impériale autrichienne, dans l'Armée impériale de Russie ;
- Wintzingerode, Ferdinand von: (1770-1818) - Général - Adjudant-général - Cavalerie ;
- Wittgenstein, Ludwig Adolf Pierre zu : (En Russie : Piotr Khristianovitch Vitegenchtein) - (1769-1843) - Feldmaréchal ;
- Witt, Ivan Osipovitch : (1781-1840) - Général - Cavalerie ;
- Wolf, Ivan Pavlovitch ;
- Württemberg, Friedrich Karl Alexander : (1771-1833) - Général - Cavalerie ;
- Württemberg, Eugen von : (1788-1857) - Général - Infanterie ;
- Württemberg, Paul Karl Friedrich August von : (1785-1852) - Major-général - En service dans les forces armées du Wurtemberg et l'Armée Impériale de Russie.

## Z

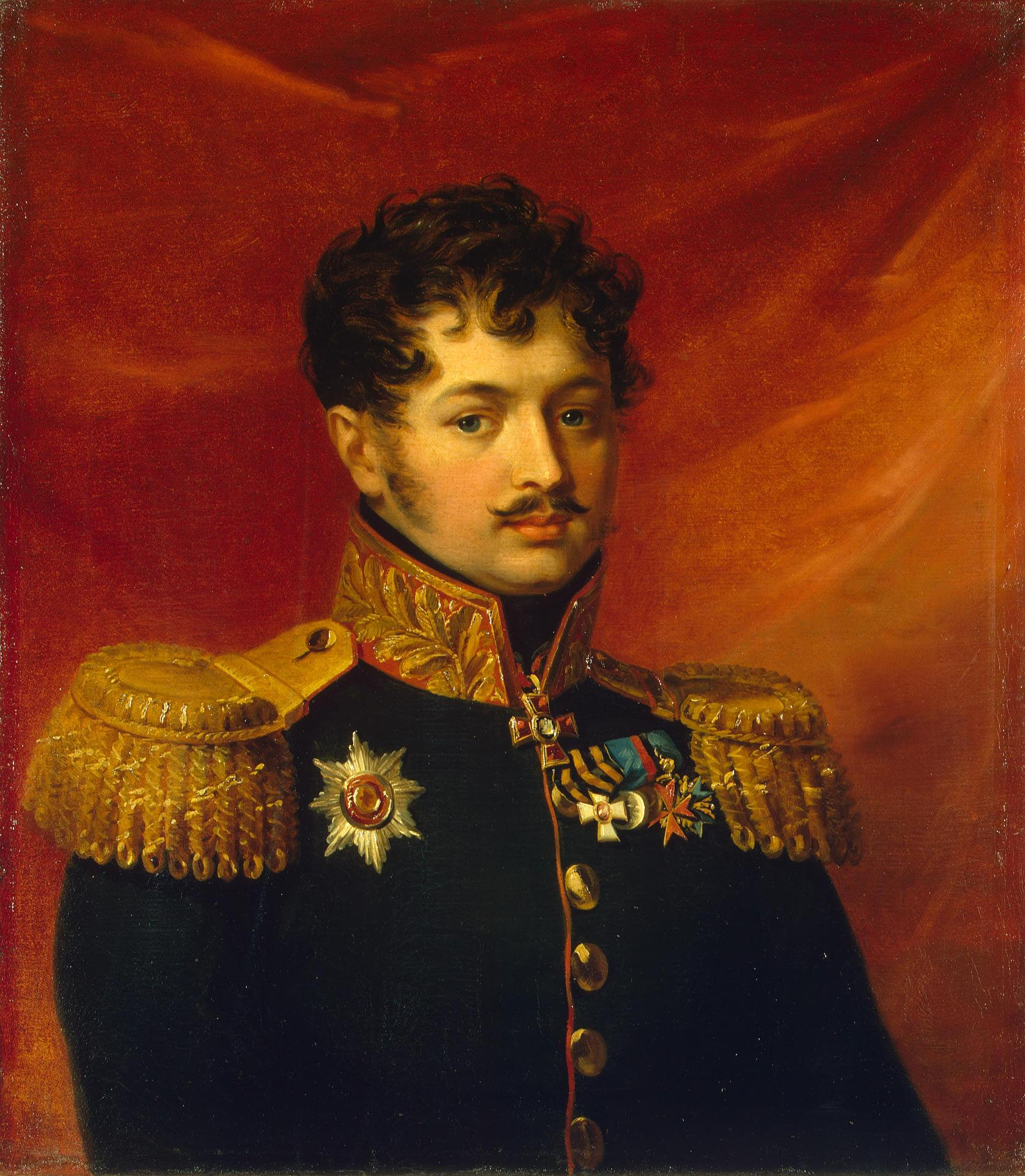
Le lieutenant-général Piotr Petrovitch Zagriajski.

- Zavalichine, Irinarkh Ivanovitch : (1769 ou 1770- 1821) ;
- Zagriajski, Piotr Petrovitch : (1778-1849) - Lieutenant-général - Cavalerie ;
- Zakrevski, Arseni Andreïevitch : (1783 ou 1786- 1865) - Général - Adjudant-général - Infanterie ;
- Zapolski, Andreï Vassilievitch ;
- Zass, Alexandre Pavlovitch ;
- Zass, Andreï Andreïevitch : (1776-1830) - Lieutenant-général - Cavalerie ;
- Zass, Andreï Pavlovitch : (En Allemagne : Burchard Andreas Friedrich von Sass) - (1753-1815) - Lieutenant-général ;
- Zakharjevski, Iakov Vassilievitch : (1780-1865) - Général - Artillerie.